# منتخب هولندا لكرة القدم
منتخب هولندا لكرة القدم (بالهولندية: Het Nederlands Elftal) هو ممثل هولندا الرسمي في رياضة كرة القدم، تأسس الاتحاد الهولندي لكرة القدم في العام 1889، وانضم إلى الفيفا في العام 1904. احتل المنتخب الهولندي المكانة العريقة في عالم كرة القدم منذ السبعينات، بعدما اشتهر بطريقة لعبه الفريدة والتي أطلق عليها الكرة الشاملة. كانت أول مباراة دولية لهولندا في عام 1905 وفازت فيها على بلجيكا 4–1، بينما أكبر فوز لها كان في عام 2011 على سان مارينو 11–0، وأقسى خسارة في عام 1907 على يد إنجلترا 2–12. حلت هولندا بالمرتبة الثانية في نهائيات كأس العالم لكرة القدم في 3 نسخ مختلفة وهي 1974، 1978 و2010، واحتلت المركز الثالث عام 2014، بينما حلت بالمركز الرابع في عام 1998، مما يجعلها حتى الآن أفضل منتخب مصنف ذا سجل حافل لم يفز بكأس العالم ولو لمرة واحدة، بينما فازت هولندا بنهائيات كأس الأمم الأوروبية لكرة القدم عام 1988.
أنجبت الملاعب الهولندية أسماء كبيرة في تاريخ كرة القدم مثل يوهان كرويف وماركو فان باستن ودينيس بيركامب ورود خوليت وفرانك ريكارد ورونالد كومان. كما أنجبت أيضاً الملاعب كلا من رود فان نيستلروي وشنايدر وروبين وفان بيرسي من أبرز اللاعبين في الفريق الحالي ياسبر سيلسن ودافي كلاسن وديباي وآخرون.

## تاريخ

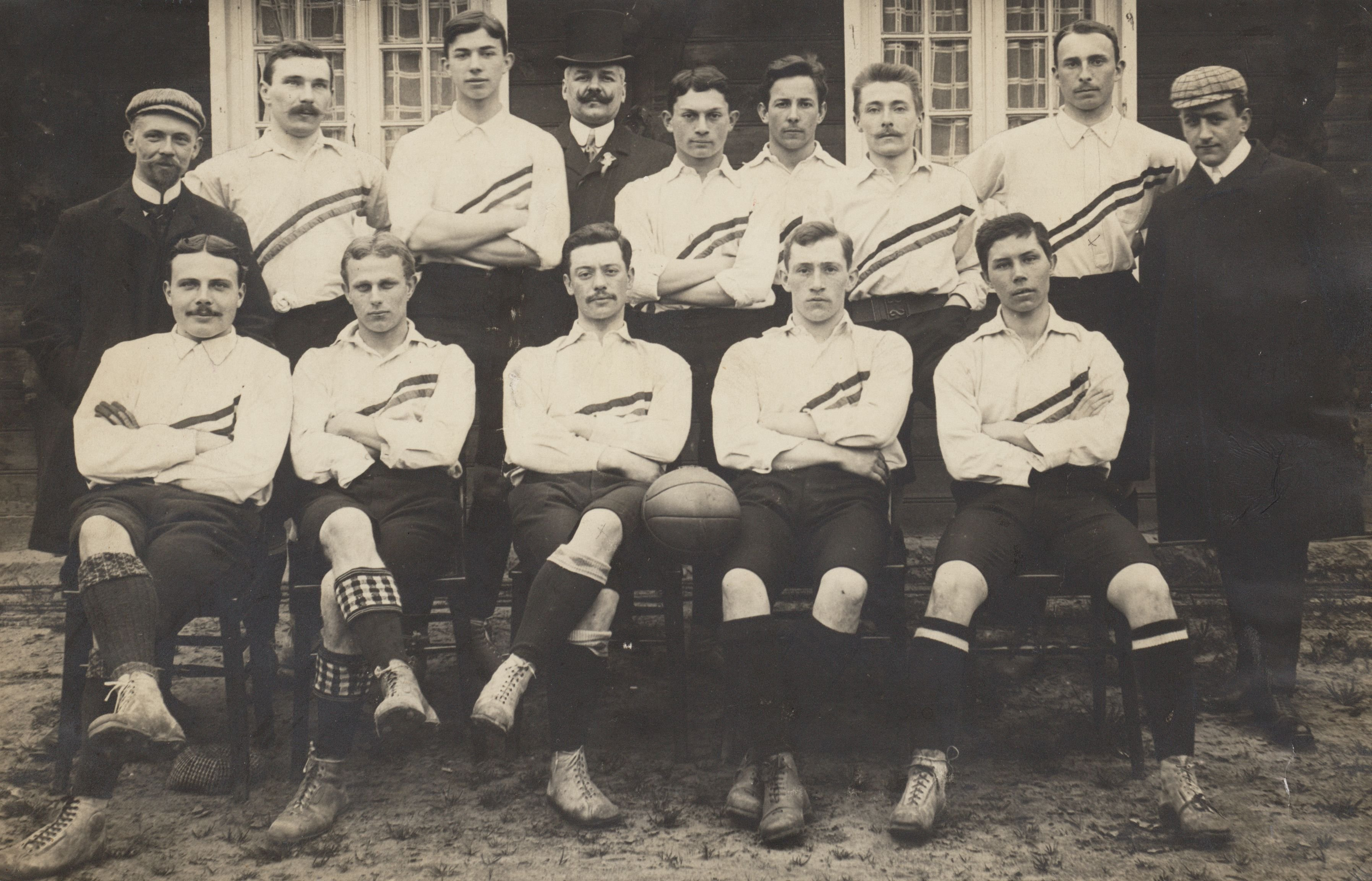
المنتخب الهولندي في أول مباراة دولية له، في 30 أبريل 1905.

كرة القدم الهولندية تملك تاريخًا مشرفًا على مستوى الأندية والمنتخب وأنجبت العديد من النجوم الذين قدموا عروضًا كروية ساحرة في مختلف الأجيال ويعد السبب في إنجاب لاعبين مميزين باستمرار إلى اهتمام الاتحاد الهولندي بالمواهب الشابة وتطويرها عبر الأكاديميات الرياضية وتعتبر أكاديمية أياكس أمستردام من أقدم أكاديميات كرة القدم في العالم وأعرقها وعُرف عن أسلوب هولندا بطريقة اللعب بالكرة الشاملة. المنتخب الوطني الهولندي لكرة القدم الممثل الرسمي لدولة هولندا في البطولات العالمية ويتم الإشراف على المنتخب من قِبل الاتحاد الملكي الهولندي لكرة القدم، ويلقب المنتخب الهولندي بـ [ الأورنجي - منتخب الكرة الشاملة - الطاحونة الهولندية ].
تأسس الاتحاد الهولندي في عام 1889، وإنضم للفيفا عام 1904 ويحتل الآن المركز الرابع في التصنيف الدولي للمنتخبات الصادر من الفيفا. لعب منتخب هولندا أول مباراة دولية في مدينة أنتفيربن ضد منتخب بلجيكا في 30 نيسان / أبريل 1905 وتمكن من الفوز بنتيجة 4-1 سجل جميع الأهداف اللاعب إيدي دي نيف. شارك المنتخب الهولندي في نهائيات كأس العالم 10 مرات وكان أول ظهور له في المونديال العالمي في عام 1934 في النسخة الثانية من البطولة المقامة على أراضي دولة إيطاليا ولعب وقتها مباراة واحدة انتهت بخسارة المنتخب الهولندي من أمام سويسرا بنتيجة 2-3 لتخرج هولندا من البطولة. وتأهل الأورنجي للمشاركة في نهائيات كأس العالم في عام 1938 وخسر من أمام تشيكوسلوفاكيا 3-0.

### الكرة الشاملة
عرف العالم الرياضي طريقة اللعب الجماعي التي تسمى بالكرة الشاملة في عام 1970 هذا المفهوم الجديد الذي يعتمد على جميع اللاعبين في حالة الهجوم والدفاع بحيث الكل يدافع والكل يهاجم. هذا الأسلوب الرائع طبقه نادي أياكس الهولندي خلال تلك الفترة بقيادة الأسطورة الهولندية يوهان كرويف وكان السبب في تحقيق أياكس للعديد من البطولات أبرزها الفوز بدوري أبطال أوروبا ثلاث مرات متتالية لذلك قرر المدرب الوطني ميشيل رينس الاعتماد على أسلوب الكرة الشاملة الذي ساهم بتطوير مستوى المنتخب الهولندي.

### 1974-1934

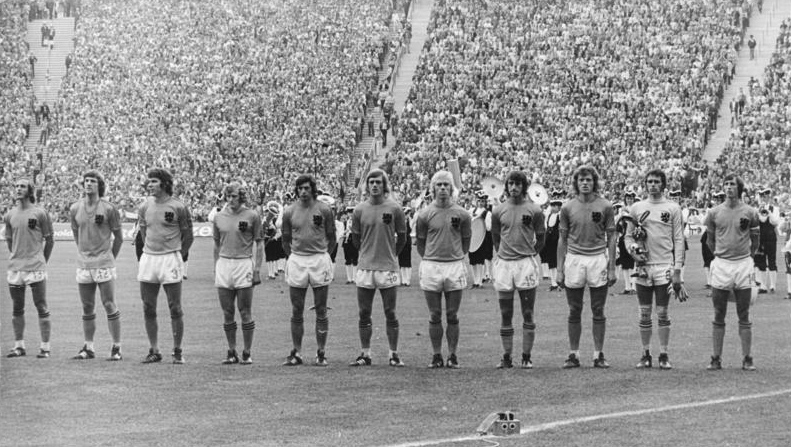
المنتخب الهولندي قبل بداية المباراة النهائية لكأس العالم 1974، والتي واجهت فيها هولندا المنتخب الألماني. من اليمين: يوهانس جرويف، يان جونغبلود، أدريانوس هان، روبرت رينسنبرنك، ويلهلموس ريجسبيرجن، يوهانس ريبر، فيلهلموس سوربيير، فيلهلموس يانسن، ويلهلموس فان هانيجيم، رود كرول ويوهانس نيسكينز.

النسخة الثانية من البطولة المقامة على أراضي دولة إيطاليا ولعب وقتها مباراة واحدة انتهت بخسارة المنتخب الهولندي من أمام سويسرا بنتيجة 2-3 لتخرج هولندا من البطولة. تأهل الأورنجي للمشاركة في نهائيات كأس العالم في عام 1938 وخسر من أمام تشيكوسلوفاكيا 3 - 0. بعد الغياب الطويل عن نهائيات كأس العالم يعود منتخب الأورنج ليبهر العالم بأسلوبه الجديد الذي أدهش جميع منتخبات العالم واعترف الكل بأن كرة القدم لعبة جماعية يلعبها 11 لاعباً يؤدي كل منهم دوره ودور زميله بذلك ظهر جميع اللاعبين بمستوى رائع وتفاهم وتجانس عند اللعب بهذا الأسلوب (الكرة الشاملة) الذي غطى على المهارة الفردية التي يمتلكها لاعبو أمريكا الجنوبية وعلى رأسهم منتخبا البرازيل والأرجنتين، وصل الأورنج المباراة النهائية لأول مرة في تاريخ الكرة الهولندية في البطولة المقامة على أرض ألمانيا الغربية تمكن المنتخب الهولندي من التغلب على الأرجنتين بأربعة أهداف نظيفة والفوز أيضاً على حامل اللقب في النسخة الأخيرة منتخب البرازيل بهدفين نظيفين ضمن المجموعة الأولى في المرحلة الثانية وعلى الرغم من القوة والأداء الجميل الذي ظهر به إلا أن المنتخب الهولندي لم يتمكن من إحراز اللقب العالمي فلقد خسر في المباراة النهائية من أصحاب الأرض منتخب ألمانيا الغربية بـ 2-1 الذي قدم مستوى مميزًا أيضاً في البطولة كانت جميع الترشيحات والتوقعات تنصب نحو الأورنجي وتقدم في الدقيقة الثانية مبكراً من زمن المباراة عن طريق يوهان نيسكينز من ركلة جزاء وأدرك المنتخب الألماني التعادل من ركلة جزاء سجلها بول برايتنر وسجل الهدف الثاني والفوز للألمان الهداف غيرد مولر قبل نهاية الشوط الأول. ولم يتمكن منتخب هولندا من تعديل النتيجة وأبرز لاعبي هولندا في البطولة: يوهان كرويف - جوني ريب - روب رينسنبريك - يوهان نيسكينز.

### 1980-1976

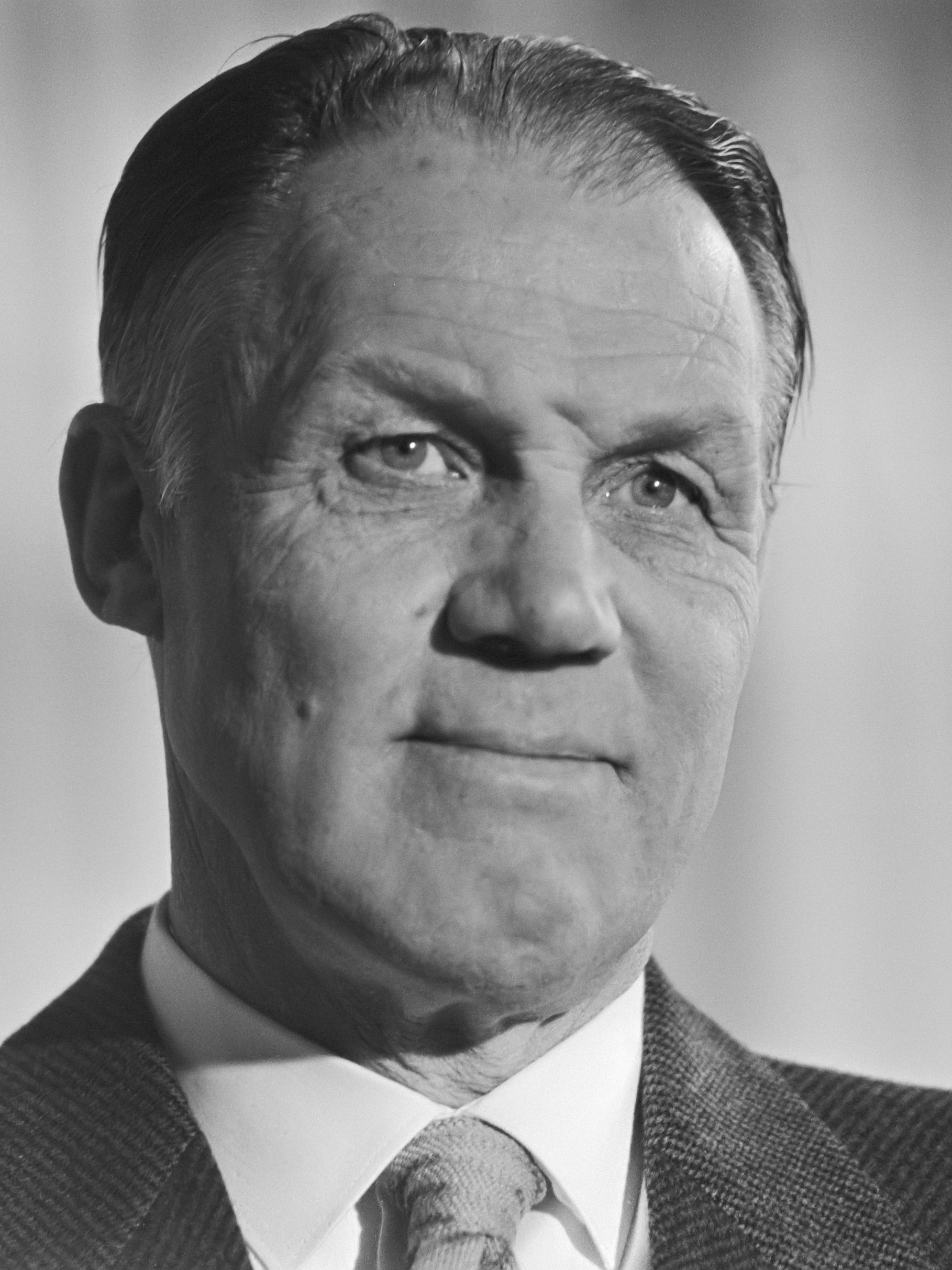
رينوس ميتشيلز

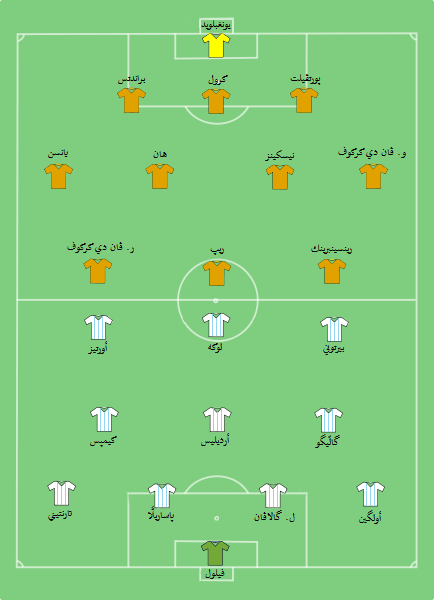
هولندا X الأرجنتين - نهائي كأس العالم 1978

يورو 76، لأول مرة تشارك هولندا في البطولة الأوروبية في ظل وجود منتخب قوي ونتائج هولندا كان مخيبة للآمال والتوقعات الهولندية، وكانت الجماهير تنتظر أول إنجاز للكرة الهولندية. هولندا خسرت في دور نصف النهائي من تشيكوسلوفاكيا بنتيجة 3-1 وظهر المنتخب بصورة سيئة في المباراة ولم يتمكن من التسجيل وهدفهم أتى بالخطأ من لاعب تشيكوسلوفاكيا وهو آوندريس، ولعل أسباب الخسارة كانت بسبب خلافات بين لاعبي المنتخب والمدرب جورج نوبيل أيضاً القوة والمهارة التي كان يتمتع بها نجوم تشيكوسلوفاكيا الذين حققوا البطولة على حساب المنتخب الألماني في المباراة النهائية. هولندا تظهر لنا من جديد في بطولة كأس العالم المقامة في دولة الأرجنتين. ورفض ثلاثة من أبرز نجوم الكرة الهولندية اللعب على أراضي الأرجنتين وهم: يوهان كرويف - ويليم فان هانيجيم - يان فان بيفرين، والرفض كان بأسباب سياسية وقبل سنتين من البطولة عانت الدولة الأرجنتينة من وقوع انقلاب عسكري واللاعبين الثلاثة لا يريدون أن تظهر أي تأثير من الحكومة الجديدة. ولازالت هولندا تحتوي على لاعبين مميزين مثل: يوهان نيسكنز - جوني مندوب - اري هان - رود كرول - روب رينسنبرينك. وقدم المنتخب الهولندي مستوى رائعًا في البطولة حتى تمكن من بلوغ المباراة النهائية للمرة الثانية على التوالي ليواجه منتخب الأرجنتين في ملعب «استاديو مونومينتال» بالعاصمة بيونس آيرس وسط حضور 77 ألف متفرج أرجنتيني متحمس لتذوق طعم الانتصار العالمي للمرة الأولى وخسرت هولندا بـ 3-1. هولندا في يورو 80 لم تتمكن من تحقيق الهدف المنشود ولم تستطع تخطي الدور الأول بعد حصدها لـ 3 نقاط من أصل 6 نقاط كانت غير كافية للتأهل. وكانت هولندا تملك آخر جيل من لاعبي الكرة الشاملة حين بروزها مثل كرول و رينسنبرينك. وغابت هولندا عن نهائيات كأس العالم 1982 - يورو 84 - وكأس العالم 1986 على التوالي.

### 1988

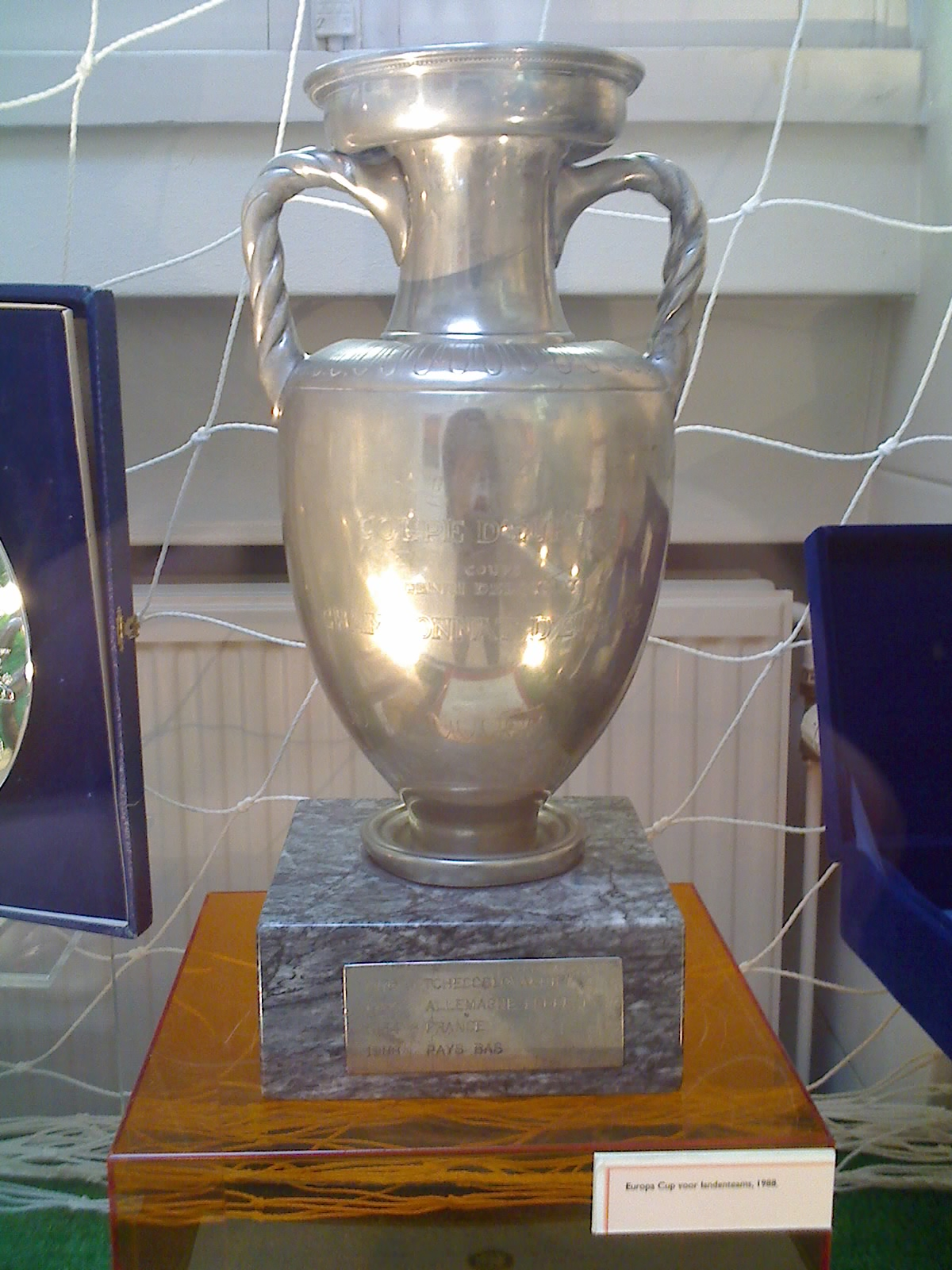
كأس بطولة أمم أوروبا 1988 معروضة في أمستردام.

ظهر جيل جديد على الكرة الهولندية جيل يحلم بتحقيق البطولات أبرز اللاعبين: فان باستن - رود خوليت - فرانك ريكاد - رونالد كومان - آرنولد، تحت إشراف المدرب ميلز الذي يعود لتدريب المنتخب الهولندي خسر الأورنج في المباراة الافتتاحية من أمام المنتخب السوفيتي بهدف وحيد؛ ليضع المدرب في موقف صعب لأنه رفض دخول فان باستن في المباراة بسبب خلاف معه. وضرب المنتخب الهولندي كله قوته أمام إنجلترا في مباراة كان نجمها الأول فان باستن الذي يشارك في أول مباراة له في بطولة أوروبا ويحقق انتصارًا رائعًا عندما سجل هاتريك في مرمى إنجلترا والنتيجة النهائية للمباراة كانت 3-1. في المباراة الثالثة أمام أيرلندا كان يلزم المنتخب الهولندي تحقيق الفوز لـلتأهل إلى النصف النهائي وأيرلندا تدخل المباراة بفرصتين الفوز والتعادل وعندما قربت نهاية المباراة كانت النتيجة تشير إلى التعادل السلبي وأحرز فيم كيفت لهولندا بتسجيله هدف المباراة الوحيد في الدقيقة 83 الذي كان كفيلًا بتأهل هولندا إلى النصف النهائي لمواجهة أصحاب الأرض المنتخب الألماني وحان وقت إرجاع الدين الذي ظلت الكرة الهولندية تنتظر هذه اللحظة من 14 سنة أثر هزيمتها من أمام ألمانيا في نهائي كأس العالم 1974. تقدم المنتخب الألماني بهدف من ضربة الجزاء سددها لوثار ماتيوس وتعادل رونالد كومان للمنتخب الهولندي من ضربة جزاء أيضًا قبل أن يسجل فان باستن هدف الفوز الثمين لهولندا في الدقيقة قبل الأخيرة من اللقاء ليقود الفريق إلى النهائي ومواجهة جديدة مع المنتخب السوفيتي وسيناريو المباراة كان مقاربًا من نهائي كأس العالم بيد أن الفائز أصبح خاسرًا والخاسر أصبح فائزًا. وعلى الاستاد الأولمبي بمدينة ميونيخ تغلبت الطاحونة الهولندية على المنتخب السوفيتي بهدفين سجلهما النجمان الكبيران رود خوليت وماركو فان باستن. وكانت لحظة سحرية عندما تزامنت البراعة والفن والدقة في نفس الوقت لتصنع شيئًا غاية في الجمال والروعة وهو ذلك الهدف الذي جاء يوم 25 يونيو حزيران عام 1988. فبعد مرور تسع دقائق من زمن الشوط الثاني أرسل أرنولد موهرين كرة عرضية من ناحية اليسار إلى فان باستن الذي كان يبعد مسافة قليلة عن خط الملعب ناحية الزاوية البعيدة من المرمى داخل منطقة الجزاء، وفي ظل وجود اثنين من المدافعين بين فان باستن والمرمى وحارسه رينات داساييف أحد أفضل حراس المرمى في العالم في ذلك الوقت كان أمام المهاجم الهولندي خيار واحد وواضح وهو تمرير الكرة إلى الخلف لأحد زملائه، لكن بفضل الثقة الكبيرة التي جاءت عن طريق أهدافه الثلاثة في مرمى إنجلترا وهدف الفوز المتأخر على ألمانيا الغربية بقبل النهائي كان فان باستن يملك أفكارًا أخرى. وقرر فان باستن أن يحاول ما بدا مستحيلًا من هذه الزاوية الضيقة ليطلق تسديدة مباشرة وقوية بقدمه اليمنى لتنطلق الكرة كالقذيفة بعيدًا عن متناول داساييف وتسكن الزاوية البعيدة للمرمى. وصمت الذين حالفهم الحظ في الوجود بمدرجات الاستاد الأولمبي في ميونيخ وهم يشعرون بالدهشة ويتبادلون النظرات وهم لا يصدقون ما حدث لثانية أو اثنتين قبل أن ينطلق هدير الجماهير الهولندية من الفرحة! وبذلك تنتهي البطولة بفوز مستحق وبعد أن ظهر الحق وابتسمت البطولة لمن يستحقها أخيراً بعدما خسر المنتخب الهولندي الذي يعد أفضل منتخبات هولندا بقيادة الجناح الطائر يوهان كرويف النهائي في بطولتي كأس العالم 1974 و1978.

### 1996-1990

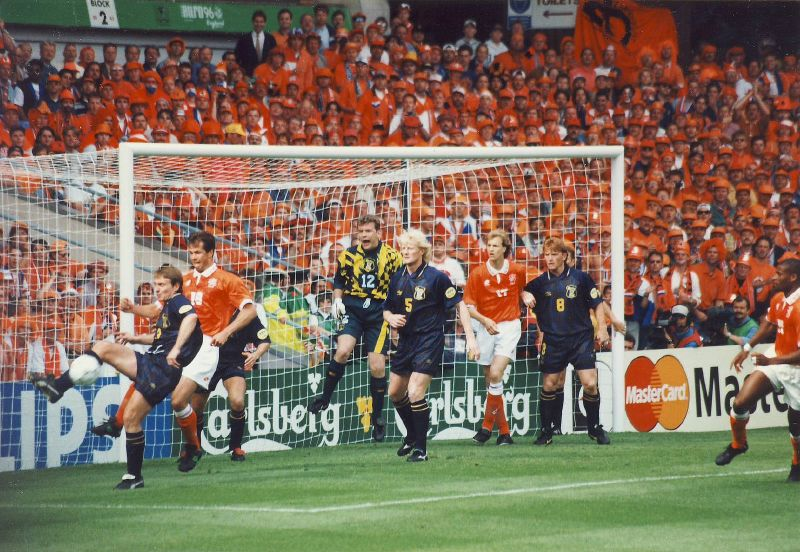
هولندا ضد اسكتلندا في يورو 96هولندا

تدخل بطولة كأس العالم وهي أحد المنتخبات المرشحة للفوز باللقب كونها بطلة أوروبا وتملك لعدد من أفضل لاعبي العالم لكن الأحداث كانت عكس التوقعات فلم تمضِ هولندا طويلاً في البطولة حيث أنها خرجت من دور الـ 16 عندما تعرضت للخسارة من ألمانيا الغربية. ولم يتمكن المهاجم فان باستن من تسجيل أي هدف بسبب الرقابة والخشونة التي يتعرض لها في كل مباراة من لاعبي الخصم، وعدم فاعلية رود خوليت العائد من الإصابة لم يظهر بمستواه المعهود. هولندا حاملة اللقب الأوروبي في آخر نسخة كانت تسعى في الحفاظ على لقبها وإرضاء الجماهير بعد الخروج من مونديال 90. هذه البطولة كانت البطولة الدولية الأخيرة للمهاجم فان باستن الذي اعتزل بعد سنتين من البطولة وأول ظهور للاعب دينس بيركامب. تصدرت هولندا مجموعتها وتمكنت من الفوز على منتخب ألمانيا بـ 3-1 وصلت إلى النصف النهائي في مواجهة منتخب الدنمارك، وظهر الثقة كبيرة على لاعبي هولندا بعد الفوز على ألمانيا والتي أثرت على أداء هولندا في المباراة التي تفوق فيها منتخب الدنمارك انتهت المباراة في الوقت الأصلي 2-2 ليحتكم الفريقان لضربات الترجيح الذي ابتسم الحظ للمنتخب الدنمارك بعد أن أنقذ الحارس الفذ بيتر شمايكل وصد ركلة فان باستن لتصبح نتيجة ضربات الترجيح 5 - 4.

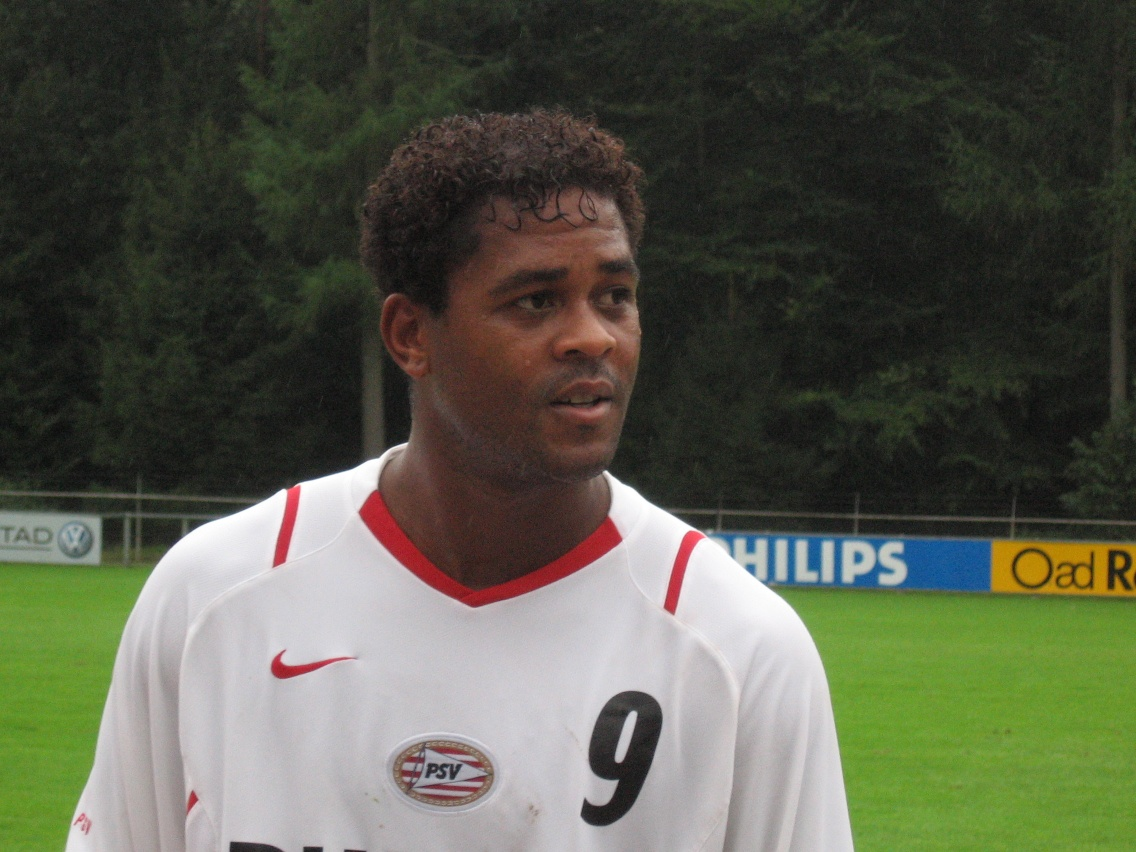
باتريك كلويفرت

هولندا تخوض المونديال الأمريكي بدون المهاجم الخطير فان باستن، ووضعت القرعة المنتخب الهولندي مع منتخبين من منتخبات العرب ومنتخب بلجيكا تمكن الآورنج من تحقيق المركز الأول في مجموعتهم بعد الفوز على السعودية والمغرب بنتيجة 2-1 والخسارة من بلجيكا بهدف وحيد لتقابل أيرلندا في دور الـ 16 وتحقق نصراً ليس بالصعب بنتيجة هدفين مقابل لا شيء وفي الربع النهائي كان الاختبار الحقيقي لهولندا عندما لعبت ضد المنتخب البرازيلي القوي الذي مونديال رائع. خسرت هولندا هذا اللقاء بصعوبة وبعد مجارات لاعبي البرازيل على طوال المباراة ولكن في الأخير الفوز كان من نصيب البرازيل بـ 3-2. وتخرج هولندا من البطولة ولكنها كسبت لاعبًا مميزًا وهو دينس بيركامب الذي سجل 3 أهداف بالبطولة. بعد التأهل الصعب إلى الربع النهائي على حساب منتخب أستكلندا، لعبت هولندا مع المنتخب الفرنسي في المنافسة على بطاقة التأهل إلى النصف النهائي وفي مباراة لم تظهر فيها فرص التسجيل. انتهت المباراة في وقتها الأصلي بالتعادل السلبي ووقف الحظ العاثر أمام هولندا مرة أخرى عندما أضاع إحدى الركلات ونتيجة ضربات الحظ 5 - 4.

### 1998
هولندا بجيل جديد ولاعبين مميزين تدخل في المنافسة على الفوز باللقب العالمي وكانت تضم: مارك أوفرمارس - فيليب كوكو - ادغار دافيدز - فرانك دي بوير - رونالد دي بوير - باتريك كلويفرت، التقت هولندا في الربع النهائي مع المنتخب الأرجنتيني لأول مرة بعد نهائي 1978 وفي مباراة مثيرة وجميلة استمتع بها الجماهير وعند اقتراب نهاية المباراة بتعادل الإيجابي 1-1 اقتنص المهاجم دينس بيركامب هدفاً جميلاً عند الدقيقة 89 والهدف كان من أجمل أهداف المونديال بفضل المهارة التي يتمتع بها بيركامب. تأهلت هولندا إلى النصف النهائي لتقابل البرازيل الذي استطاع التغلب على هولندا بعد مباراة أهدر فيها لاعبو هولندا الفرص الحقيقية للتسجيل وكان هدف التعادل الهولندي في الدقائق الأخيرة من المباراة د. 85 عن طريق المهاجم كلويفرت بيد أن المنتخب الهولندي يسجل سوء حظه الطالع في ضربات الترجيح التي حسمت الفوز للبرازيل بنتيجة 4-2 وفي مباراة تحديد المركز الثالث خسرت هولندا إلى المركز الثالث بعد الهزيمة من منتخب كرواتيا الحصان الأسود في البطولة.

### 2000
هولندا تستضيف يورو 2000 على أرضها بمشاركة دولة بلجيكا ويطمح عشاق الكرة الشاملة بفوز ثاني باللقب الأوروبي؛ لأن هولندا تملك لاعبين على مستوى عالي اكتسبوا خبرة في مونديال 98 عندما حصلوا على المركز الرابع على العالم، وأيضاً عامل الأرض والجمهور يحتسب للكرة الهولندية التي كانت من بين المنتخبات المرشحة بالفوز وخصوصاً بعد العروض القوية والانتصارات التي حققتها على تشيك 1-0 الدنمارك 3 - 0 وأيضاً الفوز على بطل العالم فرنسا 3-2 ليتأهل على رأس المجموعة ويتقابل مع يوغسلافيا وحينها حققت هولندا انتصارًا كبيرًا وعريضًا بنتيجة 6-1 سجل كلويفرت هاتريك وأوفرمارس هدفين والهدف السادس سجله لاعب منتخب يوغسلافيا بالخطأ. مباراة الحظ التعيس والتأكيد بأن الكرة الهولندية لا تملك أي درجة من الحظ خسر المنتخب الهولندي أمام إيطاليا بعد أن قهر الحظ نجوم هولندا عندما ضيع فرانك ديبور وكلويفرت ضربتي جزاء في الوقت الأصلي من المباراة والمنتخب الإيطالي يخوض اللقاء بعشرة لاعبين بعد طرد زامبروتا ويستمر التعادل السلبي بين الفريقين ويأتي الدور على ضربات الحظ ومع أول ثلاث ركلات جزاء للمنتخب الإيطالي سجلها لاعبو إيطاليا بنجاح [ باجيو - جيانلوكا - توتي ] وفي المقابل أضاع دي بوير وياب ستام عن التسجيل في الركلتين الأولى للمنتخب الهولندي تقدم كلويفرت لتسديد الركلة الثالثة وسجلها بنجاح ليأتي الدور على باولو مالديني الذي أضاع الركلة ليعطي أملًا للمنتخب الهولندي وكان رجل المباراة الأول فرانيشسكو تولدو متواجد لتصدي لركلة زيندن ويؤكد إخفاق هولندا بالفوز في ركلات الترجيح وهذه الهزيمة المرة التي أدت إلى استقالة المدرب فرانك ريكارد من منصبه التدريبي وأعلن دينس بيركامب اعتزاله الدولي بعد البطولة الذي فشل بتسجيل أي هدف فيها.

### 2006-2002
هولندا فشلت في التأهل لكأس العالم 2002؛ بسبب الخسائر التي لحقت بها في آخر المباريات من البرتغال وأيرلندا حسمت عدم التأهل. وبعد الفشل الذريع من لويس فان غال أعلن استقالته من منصبه. بلغت هولندا الدور نصف النهائي من أمم أوروبا 2004 لكنها خسرت أمام البرتغال. وكان المدرب الهولندي ديك ادفوكات تعرض لانتقادات بسبب طريقة لعبه والتغييرات التي أحدثها بالفريق واستقال بعد البطولة لكن لا ننسى أن سبب الخسارة الحكم واضح عدم احتساب هدف هولندا وغيرها وكان الحكم هو السبب في خسارة هولندا. فإن العديد من فريق كأس العالم المخضرمين مثل فرانك ورونالد دي بور وادغار دافيدز وكلارنس سيدورف ومارك اوفرمارس وياب ستام وباتريك كلايفرت إما معتزل أو لم يتم اختياره لحضور نهائيات كأس العالم من قبل المدرب الجديد ماركو فان باستن.
تأهلت هولندا لنهائيات كأس العالم 2006 في ألمانيا وحصلت على المركز الثاني في المجموعة الثالثة بعد فوزها على صربيا والجبل الأسود 1-0، وساحل العاج 2-1، وتعادل سلبي بدون أهداف مع الأرجنتين. كل من الأرجنتين وهولندا حصدوا 7 نقاط، ولكن الأرجنتين كانت متفوقة بفارق الأهداف على هولندا. خرج المنتخب الهولندي في الدور الثاني بعد أن خسر 0-1 من البرتغال في المباراة التي أشهر فيها حكم المباراة 16 بطاقة صفراء وأشهر أربعة بطاقات حمراء (لاثنين من كل جانب) وكان يطلق على اللقاء لقب «معركة نورنبيرغ» من جانب الصحافة والمباراة الأخيرة أمام البرتغال غاب عنها اللاعب رود فان نسلتروي عقب خلاف بينه وبين المدرب فان باستن ولذلك فضل فان باستن عدم إشراكه في المباراة، لكن خسرت هولندا أمام منتخب البرتغال بسبب غش الحكم الواضح بعد عدم حسب ضربة جزاء لآريين روبين الواضح وغيرها من أخطاء تحكيمية واضحة بداعي الغش وقال المدرب فان باستن بعد المباراة لقد لعبنا جيدًا لكن الحكم هو سبب الخسارة وهو الذي جعلنا نخسر بعدم احتساب ضربة جزاء واضحة وغيرها.

### 2010-2008

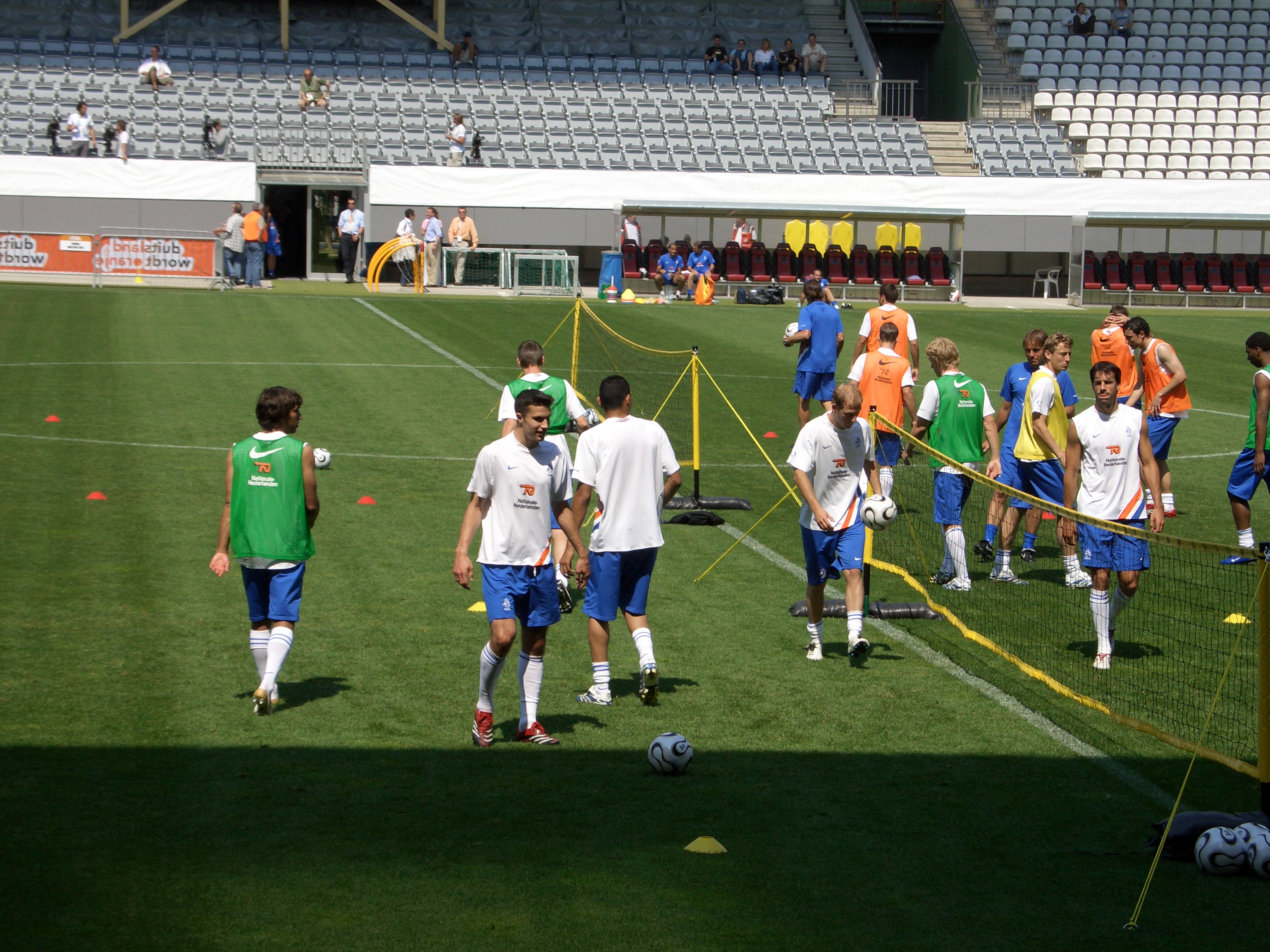
التدريب في ألمانيا

أوقعت القرعة المنتخب الهولندي في 'مجموعة الموت'، إلى جانب فرنسا وإيطاليا ورومانيا. بدأ المنتخب الهولندي البطولة بفوزه على بطل العالم إيطاليا في بيرن يوم 9 يونيو 2008 وبنتيجة كبيرة 3-0 وأداء رائع ومستوى مميز ظهر به نجوم الكرة الهولندية وهذا أول فوز على إيطاليا منذ عام 1978. وفي المباراة الثانية ضد فرنسا في 13 يونيو 2008، فازت هولندا 4-1 هذه العروض القوية التي ظهر بها المنتخب الهولندي جعلت الجميع يرشحه للفوز باللقب إذا حافظ على هذا المستوى. وفي المباراة الأخيرة أمام رومانيا لعب هولندا بالفريق الثاني مع إراحة العديد من نجوم الصف الأول وتمكن من الفوز على رومانيا 2-0. بيد أنها خسرت في الدور ربع النهائي على يد المدرب السابق جوس هيدينك مع روسيا 3-1. وسجلت هولندا هدف التعادل في أواخر المباراة د.86 عن طريق رود فان نيستلروي، وسرعان ما أنهى المنتخب الروسي آمال هولندا في الأشواط الإضافية بهدفين في الوقت الإضافي. أعلن فان باستن استقالته من منصبه وتولى المدرب فان مارفيك منصب تدريب المنتخب الهولندي. أوقعت القرعة المنتخب الهولندي في المجموعة الخامسة إلى جانب الكامرون واليابان والدينمارك والتي فازت بها هولندا جميعها حتى في تصفيات كاس العالم 2010 وفازت هولندا على الدينمارك 2-0 وكان الهدف الأول هدف في مرماه من المدافع الدنمركي والثاني من كويت بعد فازت على اليابان 1-0 بتوقيع اللاعب المخضرم وسلي شنايدر. والكمرون 2-1 حملت توقيع لاعب المخضرم روبين فان بيرسي ثم هدف إيتو لاعب الكامرون ضربة جزاء ثم عاد وسجل هنتلار هدف الفوز وذهبت إلى دور الـ16 واجهت منتخب سلوفاكيا فازت هولندا 2-1 وقع الهدف الأول آرين روبين اللاعب المخضرم وثم الهدف الثاني ويسلي اشنايدر وعند دقيقة 90 احتسب الحكم ضربة جزاء لصالح منتخب السلوفاكيا وسجل روبيرت فيتيك لتنتهي 2-1 ثم واجه المنتخب البرازيلي وفاز 2-1 على نظيره النتخب البرازيلي وسجل الهدف أولا اللاعب المخضرم ربينهو وعاد المنتخب الهولندي بكل قوة الشوط الثاني بهدفين ويسلي اشنايدر وضيع المنتخب الهولندي الكثير من الهداف وكادت أن تقضي على منتخب البرازيل بنتيجة كبيرة جدا لكن بقيت النتيجة 2-1 وثم وتقدمت نصف النهائي تواجه منتخب أوروجواي وفازت هولندا 3-2 بهدف فان بروكهوست وثم عدل النتيجة فورلان وعاد المنتخب الهولندي بقوة الشوط الثاني وسجل هدف ويسلي اسنايدر وثم بعدها بدقيقتين سجل روبين هدف الثلاث وعند الدقيقة 90 سجل لاعب أوروجواي ماكسيمليانو بيريرا هدف التقليص وانتهت المبارة.
واجه المنتخب الهولندي نظيره المنتخب الإسباني في النهائي حيث وصل المنتخب الإسباني إلى النهائي وفاز المنتخب الإسباني على منتخب التشيلي بعد طرد اللاعب غير المبرر وإذا تعادلت سوف تواجه البرازيل لكن بعد الفوز واجه نظيره المنتخب البرتغالي وأيضًا فاز بهدف واحد وبعدها واجه المنتخب باراغواي بعد إلغاء الهدف لصالح باراغواي وبعدها احتسب الحكم ضربة جزاء لصالح باراغواي لكن لم يعد الضربة مع العلم دخل لاعبي إسبانيا خط 18 قبل أن يسدد الكرة وحصلت إسبانيا على ضربة جزاء وسجل فيا لكن الحكم أعادها لداعي تدخل لاعبين إلى خط 18 قبل أن يسدد الكرة لكن عن إعادة الكرة تصدى له الحارس وثم دقيقة 83 سجل فيا وواجه منتخب ألمانيا وفاز المنتخب الإسباني وواجه المنتخب الهولندي في النهائي التي كان فيها الحكم واضح يحتاز ويجامل المنتخب الإسباني لعدم طرد بيول لعرقلة روبين وعدم طرد إنيستا لدعس رجل روبين وضرب فان بومل بدون كرة وعدم طرد فيا للتمثيل وعدم احتساب ركلة جزاء واضحة لصالح لاعب هولندا إيليا وطرد هتينغا غير مبرر وفازت إسبانيا بمساعدة الحكام وقبل هدف إنسيتا كانت ركلة جزاء واضحة لصالح إيليا لم تحتسب كان واضحا من قبل الحكم والجماهير لكن الحكم لم يعطِ ضربة جزاء وثم هجمت إسبانيا هجمة مرتدة وسجل اللاعب إنيستا هدف الفوز بالشوط الثاني الإضافي.

### يورو 2012

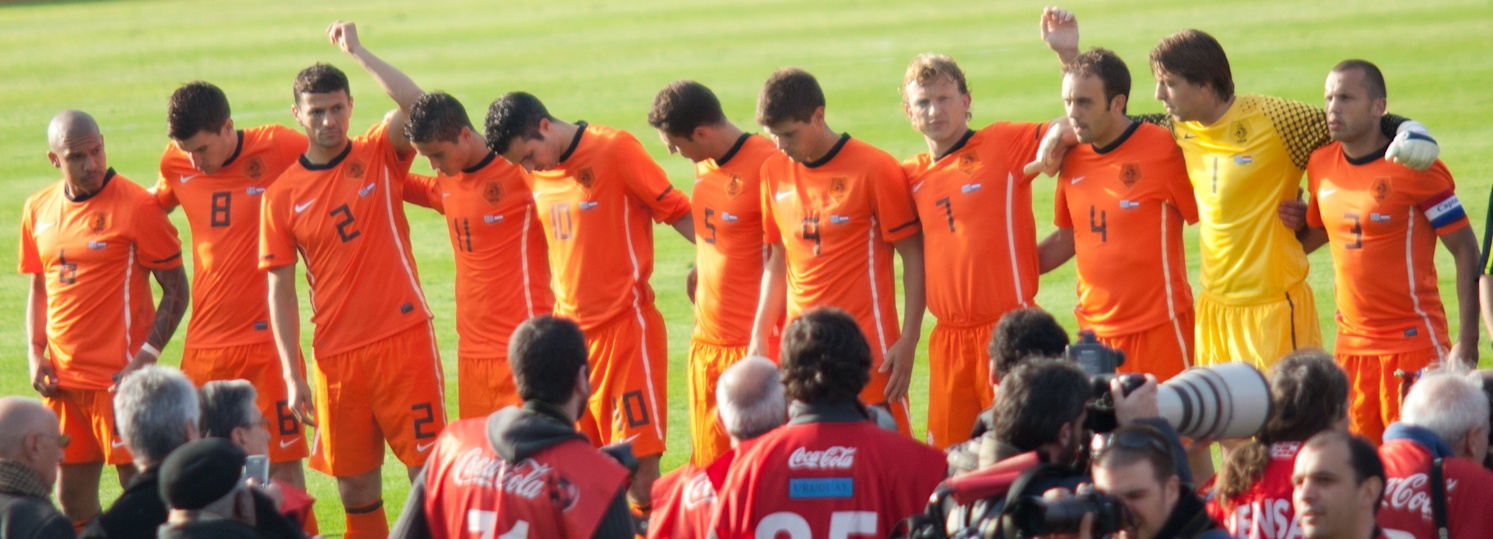
هولندا في 2011.

ذهبت هولندا بعد بطولة كأس العالم، وحصلت على العلامة الكاملة 24 نقطة من 8 مباريات في حملة تصفيات يورو 2012. في 2 أيلول 2011، هولندا هزمت سان مارينو 11-0، وكان أكبر فوز حققته هولندا على هذا المنتخب،  مما جعل الهولنديين فخورين جدًا. يوم 6 سبتمبر 2011، فازت هولندا على فنلندا 2-0، وضمنت مكانا في نهائيات كأس الأمم الأوروبية عام 2012.
| فريق       | نقاط | فرق | عليه | له | خ | ت | ف | لعب |
| ---------- | ---- | --- | ---- | -- | - | - | - | --- |
| هولندا     | 18   | 16+ | 5    | 21 | 0 | 0 | 6 | 6   |
| السويد     | 15   | 14+ | 6    | 20 | 1 | 0 | 5 | 6   |
| المجر      | 12   | 5+  | 13   | 18 | 3 | 0 | 4 | 7   |
| مولدوفا    | 6    | 2−  | 9    | 7  | 4 | 0 | 2 | 6   |
| فنلندا     | 6    | 0   | 11   | 11 | 4 | 0 | 2 | 6   |
| سان مارينو | 0    | 33− | 33   | 0  | 7 | 0 | 0 | 7   |

### كأس العالم 2014
في 30 تموز 2011 جرت القرعة الأولية لنهائيات كأس العالم 2014، ووضعت هولندا في المجموعة الرابعة. تبدأ التصفيات في أواخر عام 2012 في المجموعة الأولى التي تضم المرشحين تركيا، المجر، ورومانيا.
بعد أن تأهلت هولندا إلى كأس العالم في البرازيل، استطاعت تقديم بطولة ممتازة، إذ انتقمت من منتخب اسبانيا في اللقاء الافتتاحي بنتيجة 5-1، وذلك في لقاء شهد تسجيل أحد أجمل الأهداف في تاريخ كاس العالم عبر المهاجم روبن فان بيرسي الذي حلق في الهواء. 
هولندا وصلت لنصف النهائي، وتم إقصاؤها بركلات الترجيح أمام الأرجنتين، لكنها استطاعت لاحقاً الفوز على البرازيل 3-0 لتظفر بالمركز الثالث.
| فريق    | نقاط | فرق | عليه | له | خ | ت | ف | لعب |
| ------- | ---- | --- | ---- | -- | - | - | - | --- |
| هولندا  | 12   | 11+ | 2    | 13 | 0 | 0 | 4 | 4   |
| المجر   | 9    | 5+  | 5    | 10 | 1 | 0 | 3 | 4   |
| رومانيا | 9    | 4+  | 4    | 8  | 1 | 0 | 3 | 4   |
| تركيا   | 3    | 2-  | 6    | 4  | 3 | 0 | 1 | 4   |
| إستونيا | 3    | 5-  | 6    | 1  | 3 | 0 | 1 | 4   |
| أندورا  | 0    | 13- | 13   | 0  | 4 | 0 | 0 | 4   |

## الألوان

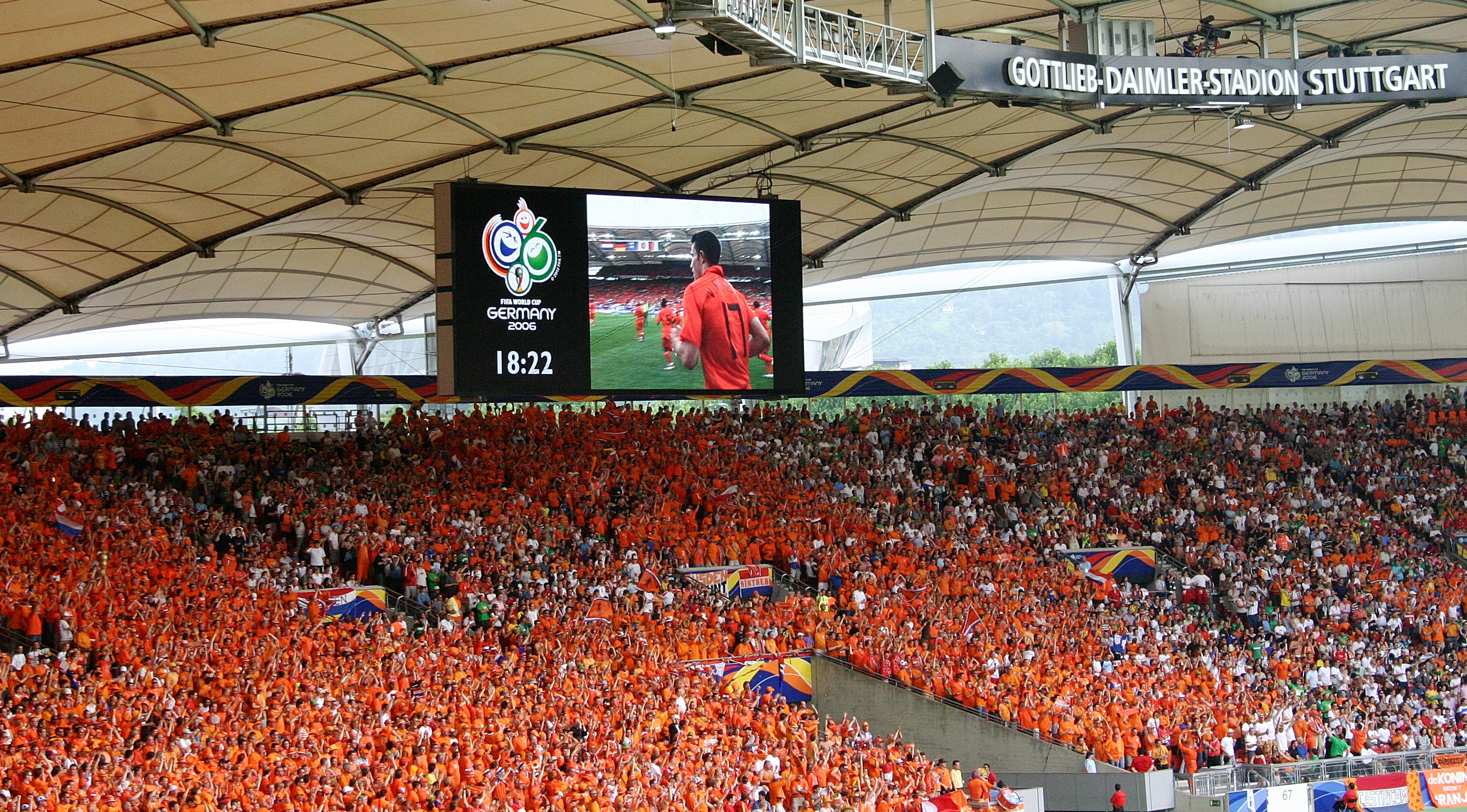
المشجعين الهولنديين يرتدون الألوان التقليدية للمنتخب في كأس العالم 2006

فريق هولندا لكرة القدم يلعب الشهيرة في القمصان البرتقالية الزاهية. البرتقالي هو اللون التاريخي الوطني لهولندا، التي يكون منشؤها من شعار النبالة ويليام الهولندي الأب المؤسس لأورانج ناسو.

## تاریخ الأطقم

### الطقم الأساسي
| 1934 | كأس العالم 1934 | 1974 | 1974 (مخت.) | 1978-1980   | 1978 (مخت.) | 1988 | 1988 (مخت.)     | 1990        | 1994        |
| 1998 | 2000            | 2002 | 2002 (مخت.) | 2004        | 2004 (مخت.) | 2006 | كأس العالم 2006 | 2008        | 2008 (مخت.) |
| 2010 | 2010 (مخت.)     | 2012 | 2014        | 2014 (مخت.) | 2015 (مخت.) | 2016 | 2018            | 2018 (مخت.) | 2020        |
| 2022 | 2024            |      |             |             |             |      |                 |             |             |

### الطقم الاحتياطي
| 1990        | 1994 | 1994 | 1996 | 2000 | 2002 | 2004 | 2006 | 2008 | 2010 |
| 2010 (مخت.) | 2012 | 2013 | 2014 | 2015 | 2016 | 2018 | 2020 | 2022 | 2024 |

## تصنيف فيفا
آخر تحديث في 16 نوفمبر 2021. المصدر: The FIFA/Coca-Cola World Ranking - Associations - Netherlands - Men's - FIFA.com
  أسوأ تصنيف    أفضل تصنيف    أسوء تحرك (هبوط)    أفضل تحرك (قفز)  
| تصنيف الاتحاد الدولي لكرة القدم (فيفا) لمنتخب هولندا | تصنيف الاتحاد الدولي لكرة القدم (فيفا) لمنتخب هولندا | تصنيف الاتحاد الدولي لكرة القدم (فيفا) لمنتخب هولندا | تصنيف الاتحاد الدولي لكرة القدم (فيفا) لمنتخب هولندا | تصنيف الاتحاد الدولي لكرة القدم (فيفا) لمنتخب هولندا | تصنيف الاتحاد الدولي لكرة القدم (فيفا) لمنتخب هولندا | تصنيف الاتحاد الدولي لكرة القدم (فيفا) لمنتخب هولندا | تصنيف الاتحاد الدولي لكرة القدم (فيفا) لمنتخب هولندا | تصنيف الاتحاد الدولي لكرة القدم (فيفا) لمنتخب هولندا | تصنيف الاتحاد الدولي لكرة القدم (فيفا) لمنتخب هولندا | تصنيف الاتحاد الدولي لكرة القدم (فيفا) لمنتخب هولندا | تصنيف الاتحاد الدولي لكرة القدم (فيفا) لمنتخب هولندا |
|                                                      | التصنيف                                              | السنة                                                | المباريات التي لعبت                                  | فاز                                                  | تعادل                                                | خسر                                                  | أفضل                                                 | أفضل                                                 | أسوأ                                                 | أسوأ                                                 |                                                      |
| تصنيف                                                | التصنيف                                              | السنة                                                | المباريات التي لعبت                                  | فاز                                                  | تعادل                                                | خسر                                                  | تحرك                                                 | تصنيف                                                | تحرك                                                 |                                                      |                                                      |
| ---------------------------------------------------- | ---------------------------------------------------- | ---------------------------------------------------- | ---------------------------------------------------- | ---------------------------------------------------- | ---------------------------------------------------- | ---------------------------------------------------- | ---------------------------------------------------- | ---------------------------------------------------- | ---------------------------------------------------- | ---------------------------------------------------- | ---------------------------------------------------- |
|                                                      | 7                                                    | 1993                                                 | 7                                                    | 5                                                    | 1                                                    | 2                                                    | 2                                                    | ▲ 5                                                  | 16                                                   | ▼ 9                                                  |                                                      |
|                                                      | 6                                                    | 1994                                                 | 15                                                   | 9                                                    | 3                                                    | 3                                                    | 2                                                    | ▲ 9                                                  | 11                                                   | ▼ 6                                                  |                                                      |
|                                                      | 6                                                    | 1995                                                 | 9                                                    | 5                                                    | 0                                                    | 4                                                    | 5                                                    | ▲ 12                                                 | 17                                                   | ▼ 9                                                  |                                                      |
|                                                      | 9                                                    | 1996                                                 | 11                                                   | 6                                                    | 3                                                    | 2                                                    | 6                                                    | ▲ 7                                                  | 13                                                   | ▼ 5                                                  |                                                      |
|                                                      | 22                                                   | 1997                                                 | 7                                                    | 4                                                    | 1                                                    | 2                                                    | 4                                                    | ▲ 4                                                  | 22                                                   | ▼ 10                                                 |                                                      |
|                                                      | 11                                                   | 1998                                                 | 15                                                   | 8                                                    | 5                                                    | 2                                                    | 6                                                    | ▲ 19                                                 | 25                                                   | ▼ 11                                                 |                                                      |
|                                                      | 19                                                   | 1999                                                 | 9                                                    | 0                                                    | 7                                                    | 2                                                    | 8                                                    | ▲ 3                                                  | 19                                                   | ▼ 3                                                  |                                                      |
|                                                      | 8                                                    | 2000                                                 | 14                                                   | 9                                                    | 4                                                    | 1                                                    | 8                                                    | ▲ 13                                                 | 21                                                   | ▼ 2                                                  |                                                      |
|                                                      | 8                                                    | 2001                                                 | 10                                                   | 6                                                    | 3                                                    | 1                                                    | 7                                                    | ▲ 2                                                  | 10                                                   | ▼ 1                                                  |                                                      |
|                                                      | 6                                                    | 2002                                                 | 7                                                    | 6                                                    | 1                                                    | 0                                                    | 6                                                    | ▲ 4                                                  | 15                                                   | ▼ 6                                                  |                                                      |
|                                                      | 4                                                    | 2003                                                 | 11                                                   | 6                                                    | 3                                                    | 2                                                    | 4                                                    | ▲ 2                                                  | 7                                                    | ▼ 3                                                  |                                                      |
|                                                      | 6                                                    | 2004                                                 | 17                                                   | 8                                                    | 5                                                    | 4                                                    | 4                                                    | ▲ 1                                                  | 6                                                    | ▼ 1                                                  |                                                      |
|                                                      | 3                                                    | 2005                                                 | 11                                                   | 7                                                    | 3                                                    | 1                                                    | 2                                                    | ▲ 2                                                  | 7                                                    | ▼ 1                                                  |                                                      |
|                                                      | 7                                                    | 2006                                                 | 14                                                   | 6                                                    | 4                                                    | 4                                                    | 3                                                    | ▲ 0                                                  | 6                                                    | ▼ 3                                                  |                                                      |
|                                                      | 9                                                    | 2007                                                 | 12                                                   | 7                                                    | 3                                                    | 2                                                    | 5                                                    | ▲ 2                                                  | 9                                                    | ▼ 3                                                  |                                                      |
|                                                      | 3                                                    | 2008                                                 | 15                                                   | 6                                                    | 3                                                    | 6                                                    | 3                                                    | ▲ 5                                                  | 10                                                   | ▼ 1                                                  |                                                      |
|                                                      | 3                                                    | 2009                                                 | 11                                                   | 5                                                    | 3                                                    | 3                                                    | 2                                                    | ▲ 1                                                  | 3                                                    | ▼ 1                                                  |                                                      |
|                                                      | 2                                                    | 2010                                                 | 17                                                   | 15                                                   | 1                                                    | 1                                                    | 2                                                    | ▲ 2                                                  | 4                                                    | ▼ 1                                                  |                                                      |
|                                                      | 2                                                    | 2011                                                 | 11                                                   | 6                                                    | 2                                                    | 2                                                    | 1                                                    | ▲ 1                                                  | 2                                                    | ▼ 1                                                  |                                                      |
|                                                      | 8                                                    | 2012                                                 | 13                                                   | 7                                                    | 1                                                    | 6                                                    | 2                                                    | ▲ 2                                                  | 8                                                    | ▼ 4                                                  |                                                      |
|                                                      | 9                                                    | 2013                                                 | 12                                                   | 7                                                    | 5                                                    | 0                                                    | 5                                                    | ▲ 4                                                  | 9                                                    | ▼ 4                                                  |                                                      |
|                                                      | 5                                                    | 2014                                                 | 17                                                   | 9                                                    | 3                                                    | 5                                                    | 3                                                    | ▲ 12                                                 | 15                                                   | ▼ 4                                                  |                                                      |
|                                                      | 14                                                   | 2015                                                 | 9                                                    | 4                                                    | 1                                                    | 4                                                    | 5                                                    | ▲ 2                                                  | 16                                                   | ▼ 7                                                  |                                                      |
|                                                      | 22                                                   | 2016                                                 | 11                                                   | 5                                                    | 3                                                    | 3                                                    | 14                                                   | ▲ 4                                                  | 26                                                   | ▼ 12                                                 |                                                      |
|                                                      | 20                                                   | 2017                                                 | 11                                                   | 8                                                    | 0                                                    | 3                                                    | 20                                                   | ▲ 9                                                  | 36                                                   | ▼ 11                                                 |                                                      |
|                                                      | 14                                                   | 2018                                                 | 10                                                   | 4                                                    | 4                                                    | 2                                                    | 14                                                   | ▲ 2                                                  | 21                                                   | ▼ 1                                                  |                                                      |
|                                                      | 14                                                   | 2019                                                 | 10                                                   | 7                                                    | 1                                                    | 2                                                    | 12                                                   | ▲ 1                                                  | 16                                                   | ▼ 2                                                  |                                                      |
|                                                      | 14                                                   | 2020                                                 | 8                                                    | 3                                                    | 3                                                    | 2                                                    | 13                                                   | ▲ 1                                                  | 15                                                   | ▼ 2                                                  |                                                      |
|                                                      | 10                                                   | 2021                                                 | 16                                                   | 11                                                   | 3                                                    | 2                                                    | 10                                                   | ▲ 1                                                  | 16                                                   | ▼ 2                                                  |                                                      |

## طاقم التدريب الفني

### المدربون السابقون
| - سيس فان هاسلت 1905–1908 - إدغار تشادويك 1908–1913 - جيمي هوغن 1910 - توم برادشاو ‏ 1913 - بيلي هنتر 1914 - جاك رينولدز 1919 - فرد واربورتون 1919–1923 - جيم ويتس 1921 - بوب غليندينينغ 1923 - بيلي تاونلي 1924 - جون بولينجتون 1924 - بوب غليندينينغ 1925–1940 - كاريل كوفمان 1946 | - جيسي كارفر 1947–1948 - توم سنيدون 1948 - كاريل كوفمان 1949 - جاب فان در ليك 1949–1954 - كاريل كوفمان 1954–1955 - فريدريتش دونينفيلد 1955 - ماكس ميركل 1955–1956 - هاينريش مولر (لاعب كرة قدم) 1956 - فريدريتش دونينفيلد 1956–1957 - جورج هاردويك 1957 - إلك شوارتز 1957–1964 - دينيس نيفيل 1964–1966 - جورج كيسلر 1966–1970 | - František Fadrhonc 1970–1974 - رينوس ميتشيلز 1974 - جورج نوبل 1974–1976 - جان زوارتكرويس 1976–1977 - إرنست هابل 1977–1978 - جان زوارتكرويس 1978–1981 - كيس ريجفيرس 1981–1984 - رينوس ميتشيلز 1984–1985 - ليو بينهاكر 1985–1986 - رينوس ميتشيلز 1986–1988 - تايس ليبرغتس 1988–1990 - ليو بينهاكر 1990 - رينوس ميتشيلز 1990–1992 | - ديك أدفوكات 1992–1995 - غوس هيدينك 1995–1998 - فرانك ريكارد 1998–2000 - لويس فان غال 2000–2002 - ديك أدفوكات 2002–2004 - ماركو فان باستن 2004–2008 - بيرت فان مارفيك 2008–2012 - لويس فان غال 2012–2014 - غوس هيدينك 2014-2015 - داني بلايند 2015-2016 - ديك أدفوكات 2016-2017 - رونالد كومان 2018-2021 - لويس فان غال 2021-2022 - رونالد كومان 2022- |

## اللاعبين

### القائمة الحالية
- تم استدعاء لاعبًا التالية أسماؤوهم للمشاركة في تصفيات كأس العالم 2026 ضد  فنلندا و مالطا في 7 و10 يونيو 2025، على التوالي.

المشاركات والأهداف صحيحة في 10 يونيو 2025، بعد مباراة المنتخب ضد منتخب  مالطا.
| الرقم | المركز | اللاعب            | تاريخ الميلاد (العمر) | لعب | سجل | النادي                 |
| ----- | ------ | ----------------- | --------------------- | --- | --- | ---------------------- |
| 1     | حارس   | كييل شيربين       | 23 يناير 2000         | 0   | 0   | شتورم غراتس            |
| 13    | حارس   | نيك أوليج         | 1 أغسطس 1995          | 0   | 0   | بي إس في               |
| 23    | حارس   | مارك فليكين       | 13 يونيو 1993         | 10  | 0   | باير ليفركوزن          |
|       |        |                   |                       |     |     |                        |
| 2     | دفاع   | لوتشارل غيرترويدا | 18 يوليو 2000         | 17  | 0   | آر بي لايبزيغ          |
| 3     | دفاع   | يان باول فان هيك  | 8 يونيو 2000          | 5   | 0   | برايتون أند هوف ألبيون |
| 4     | دفاع   | فيرجيل فان دايك   | 8 يوليو 1991          | 82  | 10  | ليفربول                |
| 5     | دفاع   | ناثان أكي         | 18 فبراير 1995        | 54  | 5   | مانشستر سيتي           |
| 6     | دفاع   | ستيفان دي فري     | 5 فبراير 1992         | 75  | 4   | إنتر ميلان             |
| 12    | دفاع   | جيريمي فريمبونغ   | 10 ديسمبر 2000        | 13  | 1   | ليفربول                |
| 15    | دفاع   | ميكي فان دي فان   | 19 أبريل 2001         | 12  | 1   | توتنهام هوتسبير        |
| 16    | دفاع   | جوريل هاتو        | 7 مارس 2006           | 6   | 0   | أياكس                  |
| 22    | دفاع   | دينزل دومفريس     | 18 أبريل 1996         | 65  | 10  | إنتر ميلان             |
|       |        |                   |                       |     |     |                        |
| 7     | وسط    | تشافي سيمونز      | 21 أبريل 2003         | 28  | 5   | آر بي لايبزيغ          |
| 8     | وسط    | ريان جرافينبيرش   | 16 مايو 2002          | 20  | 1   | ليفربول                |
| 14    | وسط    | تياني ريندرز      | 29 يوليو 1998         | 23  | 4   | مانشستر سيتي           |
| 20    | وسط    | ماتس ويفر         | 16 نوفمبر 1999        | 14  | 1   | برايتون أند هوف ألبيون |
| 21    | وسط    | فرينكي دي يونغ    | 12 مايو 1997          | 59  | 2   | برشلونة                |
|       |        |                   |                       |     |     |                        |
| 9     | هجوم   | فوتر فيغورست      | 7 أغسطس 1992          | 45  | 14  | أياكس                  |
| 10    | هجوم   | ممفيس ديباي       | 13 فبراير 1994        | 102 | 50  | كورينثيانز             |
| 11    | هجوم   | كودي خاكبو        | 7 مايو 1999           | 40  | 15  | ليفربول                |
| 17    | هجوم   | نوا لانج          | 17 يونيو 1999         | 14  | 3   | بي إس في               |
| 18    | هجوم   | دونيايل مالين     | 19 يناير 1999         | 43  | 11  | أستون فيلا             |
| 19    | هجوم   | جاستن كلويفرت     | 5 مايو 1999           | 7   | 0   | بورنموث                |

## الإحصائيات الفردية للاعبين
آخر تحديث 10 يونيو 2025.
اللاعبون بالخط الغليظ لازالوا يلعبون مع منتخب هولندا الوطني.

### اللاعبون الأكثر مشاركة

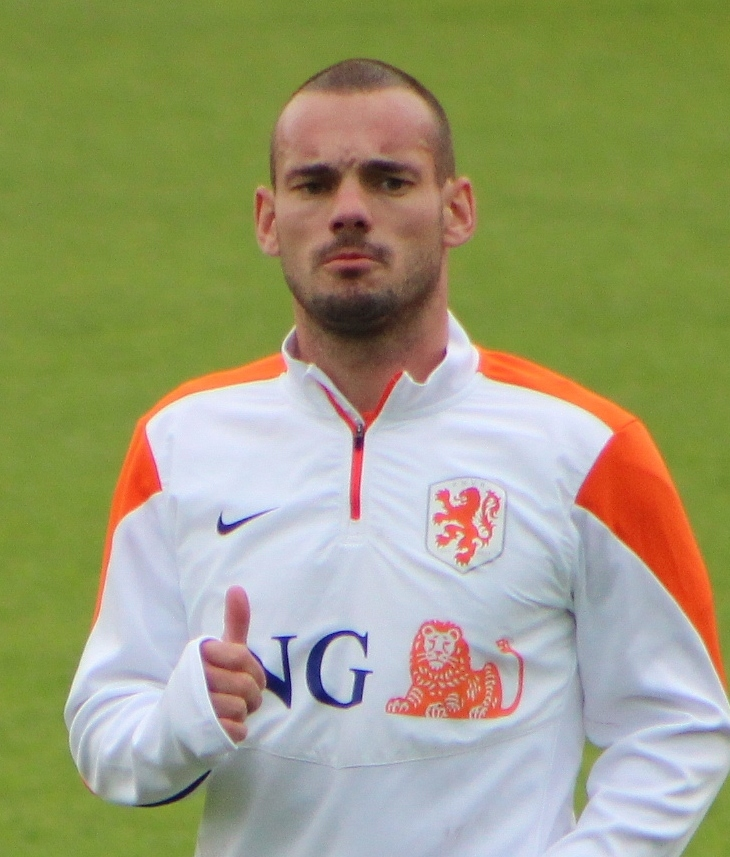
ويسلي سنايدر أكثر اللاعبين مشاركة في تاريخ المنتخب الهولندي بـ134 مباراة.

| المركز | اللاعب                 | المباريات | الأهداف | مسيرته    |
| ------ | ---------------------- | --------- | ------- | --------- |
| 1      | ويسلي سنايدر           | 134       | 31      | 2003–2018 |
| 2      | أدوين فان در سار       | 130       | 0       | 1995–2008 |
| 3      | فرانك دي بور           | 112       | 13      | 1990–2004 |
| 4      | رافاييل فان در فارت    | 109       | 25      | 2001–2013 |
| 5      | دالي بليند             | 108       | 3       | 2013–2024 |
| 6      | جيوفاني فان برونكهورست | 106       | 6       | 1996–2010 |
| 7      | ديرك كويت              | 104       | 24      | 2004–2014 |
| 8      | روبين فان بيرسي        | 102       | 50      | 2005–2017 |
| 8      | ممفيس ديباي            | 102       | 50      | 2013–الآن |
| 10     | فيليب كوكو             | 101       | 10      | 1996–2006 |

### الأكثر تسجيلاً للأهداف

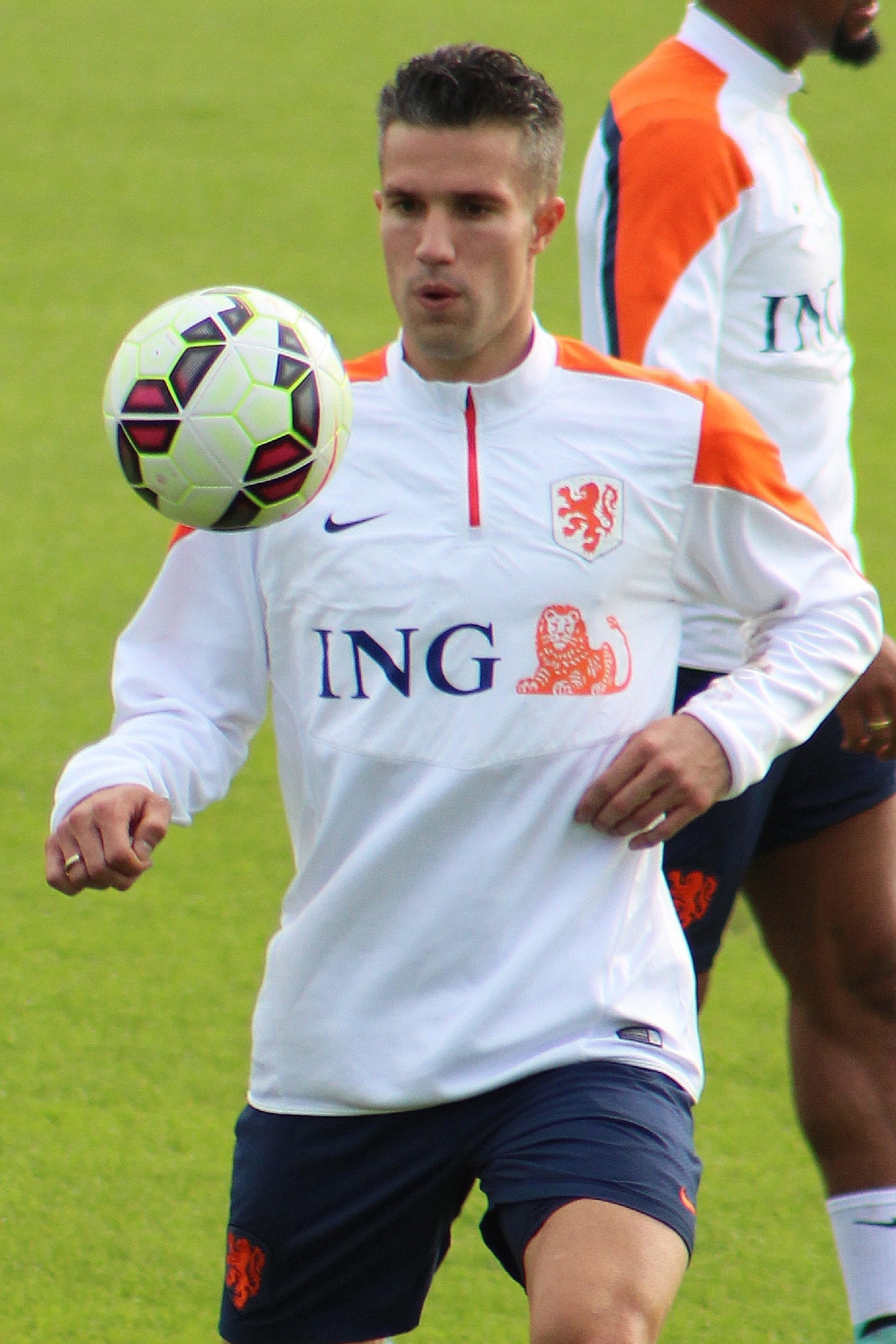
روبن فان بيرسي هو الهداف التاريخي لمنتخب هولندا برصيد 50 هدفًا.

| المركز | اللاعب            | الأهداف | المباريات | النسبة | مسيرته    |
| ------ | ----------------- | ------- | --------- | ------ | --------- |
| 1      | روبين فان بيرسي   | 50      | 102       | 0.49   | 2005–2017 |
| 1      | ممفيس ديباي       | 50      | 102       | 0.49   | 2013–الآن |
| 3      | كلاس يان هونتيلار | 42      | 76        | 0.55   | 2006–2015 |
| 4      | باتريك كلويفرت    | 40      | 79        | 0.51   | 1994–2004 |
| 5      | دينيس بيركامب     | 37      | 79        | 0.47   | 1990–2000 |
| 5      | آريين روبن        | 37      | 96        | 0.39   | 2003–2017 |
| 7      | فاس ويلكس         | 35      | 38        | 0.92   | 1946–1961 |
| 7      | رود فان نيستلروي  | 35      | 70        | 0.5    | 1998–2011 |
| 9      | آبي لنسترا        | 33      | 47        | 0.7    | 1940–1959 |
| 9      | يوهان كرويف       | 33      | 48        | 0.69   | 1966–1977 |

## سجل المشاركات
| ملخص                 | ملخص         | ملخص          | ملخص          | ملخص          |
| الحدث                | المركز الأول | المركز الثاني | المركز الثالث | المركز الرابع |
| -------------------- | ------------ | ------------- | ------------- | ------------- |
| كأس العالم           | 0            | 3             | 1             | 1             |
| بطولة أمم أوروبا     | 1            | 0             | 4             | 0             |
| الألعاب الأولمبية    | 0            | 0             | 3             | 1             |
| دوري الأمم الأوروبية | 0            | 1             | 0             | 0             |
| المجموع              | 1            | 4             | 8             | 2             |

### كأس العالم
| سجل كأس العالم لكرة القدم | سجل كأس العالم لكرة القدم | سجل كأس العالم لكرة القدم | سجل كأس العالم لكرة القدم | سجل كأس العالم لكرة القدم | سجل كأس العالم لكرة القدم | سجل كأس العالم لكرة القدم | سجل كأس العالم لكرة القدم | سجل كأس العالم لكرة القدم |                 | سجل تصفيات كأس العالم لكرة القدم | سجل تصفيات كأس العالم لكرة القدم | سجل تصفيات كأس العالم لكرة القدم | سجل تصفيات كأس العالم لكرة القدم | سجل تصفيات كأس العالم لكرة القدم | سجل تصفيات كأس العالم لكرة القدم |
| السنة                     | الدور                     | المركز                    | لعب                       | فاز                       | تعادل*                    | خسر                       | له                        | عليه                      | لعب             | فاز                              | تعادل                            | خسر                              | له                               | عليه                             |                                  |
| ------------------------- | ------------------------- | ------------------------- | ------------------------- | ------------------------- | ------------------------- | ------------------------- | ------------------------- | ------------------------- | --------------- | -------------------------------- | -------------------------------- | -------------------------------- | -------------------------------- | -------------------------------- | -------------------------------- |
| 1930                      | لم يشارك                  | لم يشارك                  | لم يشارك                  | لم يشارك                  | لم يشارك                  | لم يشارك                  | لم يشارك                  | لم يشارك                  | تم رفض المشاركة | تم رفض المشاركة                  | تم رفض المشاركة                  | تم رفض المشاركة                  | تم رفض المشاركة                  | تم رفض المشاركة                  |                                  |
| 1934                      | الدور الأول               | 9                         | 1                         | 0                         | 0                         | 1                         | 2                         | 3                         | 2               | 2                                | 0                                | 0                                | 9                                | 4                                |                                  |
| 1938                      | الدور الأول               | 14                        | 1                         | 0                         | 0                         | 1                         | 0                         | 3                         | 2               | 1                                | 1                                | 0                                | 5                                | 1                                |                                  |
| 1950                      | لم يشارك                  | لم يشارك                  | لم يشارك                  | لم يشارك                  | لم يشارك                  | لم يشارك                  | لم يشارك                  | لم يشارك                  | تم رفض المشاركة | تم رفض المشاركة                  | تم رفض المشاركة                  | تم رفض المشاركة                  | تم رفض المشاركة                  | تم رفض المشاركة                  |                                  |
| 1954                      | لم يشارك                  | لم يشارك                  | لم يشارك                  | لم يشارك                  | لم يشارك                  | لم يشارك                  | لم يشارك                  | لم يشارك                  | تم رفض المشاركة | تم رفض المشاركة                  | تم رفض المشاركة                  | تم رفض المشاركة                  | تم رفض المشاركة                  | تم رفض المشاركة                  |                                  |
| 1958                      | لم يتأهل                  | لم يتأهل                  | لم يتأهل                  | لم يتأهل                  | لم يتأهل                  | لم يتأهل                  | لم يتأهل                  | لم يتأهل                  | 4               | 2                                | 1                                | 1                                | 12                               | 7                                |                                  |
| 1962                      | لم يتأهل                  | لم يتأهل                  | لم يتأهل                  | لم يتأهل                  | لم يتأهل                  | لم يتأهل                  | لم يتأهل                  | لم يتأهل                  | 3               | 0                                | 2                                | 1                                | 4                                | 7                                |                                  |
| 1966                      | لم يتأهل                  | لم يتأهل                  | لم يتأهل                  | لم يتأهل                  | لم يتأهل                  | لم يتأهل                  | لم يتأهل                  | لم يتأهل                  | 6               | 2                                | 2                                | 2                                | 6                                | 4                                |                                  |
| 1970                      | لم يتأهل                  | لم يتأهل                  | لم يتأهل                  | لم يتأهل                  | لم يتأهل                  | لم يتأهل                  | لم يتأهل                  | لم يتأهل                  | 6               | 3                                | 1                                | 2                                | 9                                | 5                                |                                  |
| 1974                      | الوصيف                    | 2                         | 7                         | 5                         | 1                         | 1                         | 15                        | 3                         | 6               | 4                                | 2                                | 0                                | 24                               | 2                                |                                  |
| 1978                      | الوصيف                    | 2                         | 7                         | 3                         | 2                         | 2                         | 15                        | 10                        | 6               | 5                                | 1                                | 0                                | 11                               | 3                                |                                  |
| 1982                      | لم يتأهل                  | لم يتأهل                  | لم يتأهل                  | لم يتأهل                  | لم يتأهل                  | لم يتأهل                  | لم يتأهل                  | لم يتأهل                  | 8               | 4                                | 1                                | 3                                | 11                               | 7                                |                                  |
| 1986                      | لم يتأهل                  | لم يتأهل                  | لم يتأهل                  | لم يتأهل                  | لم يتأهل                  | لم يتأهل                  | لم يتأهل                  | لم يتأهل                  | 8               | 4                                | 1                                | 3                                | 13                               | 7                                |                                  |
| 1990                      | دور الـ16                 | 15                        | 4                         | 0                         | 3                         | 1                         | 3                         | 4                         | 6               | 4                                | 2                                | 0                                | 8                                | 2                                |                                  |
| 1994                      | ربع النهائي               | 7                         | 5                         | 3                         | 0                         | 2                         | 8                         | 6                         | 10              | 6                                | 3                                | 1                                | 29                               | 9                                |                                  |
| 1998                      | المركز الرابع             | 4                         | 7                         | 3                         | 3                         | 1                         | 13                        | 7                         | 8               | 6                                | 1                                | 1                                | 26                               | 4                                |                                  |
| 2002                      | لم يتأهل                  | لم يتأهل                  | لم يتأهل                  | لم يتأهل                  | لم يتأهل                  | لم يتأهل                  | لم يتأهل                  | لم يتأهل                  | 10              | 6                                | 2                                | 2                                | 30                               | 9                                |                                  |
| 2006                      | دور الـ16                 | 11                        | 4                         | 2                         | 1                         | 1                         | 3                         | 2                         | 12              | 10                               | 2                                | 0                                | 27                               | 3                                |                                  |
| 2010                      | الوصيف                    | 2                         | 7                         | 6                         | 0                         | 1                         | 12                        | 6                         | 8               | 8                                | 0                                | 0                                | 17                               | 2                                |                                  |
| 2014                      | المركز الثالث             | 3                         | 7                         | 5                         | 2                         | 0                         | 15                        | 4                         | 10              | 9                                | 1                                | 0                                | 34                               | 5                                |                                  |
| 2018                      | لم يتأهل                  | لم يتأهل                  | لم يتأهل                  | لم يتأهل                  | لم يتأهل                  | لم يتأهل                  | لم يتأهل                  | لم يتأهل                  | 10              | 6                                | 1                                | 3                                | 21                               | 12                               |                                  |
| 2022                      | ربع النهائي               | 5                         | 5                         | 3                         | 2                         | 0                         | 10                        | 4                         | 10              | 7                                | 2                                | 1                                | 33                               | 8                                |                                  |
| 2026                      | يُحدد لاحقًا                | يُحدد لاحقًا                | يُحدد لاحقًا                | يُحدد لاحقًا                | يُحدد لاحقًا                | يُحدد لاحقًا                | يُحدد لاحقًا                | يُحدد لاحقًا                | يُحدد لاحقًا      | يُحدد لاحقًا                       | يُحدد لاحقًا                       | يُحدد لاحقًا                       | يُحدد لاحقًا                       | يُحدد لاحقًا                       |                                  |
| 2030                      | يُحدد لاحقًا                | يُحدد لاحقًا                | يُحدد لاحقًا                | يُحدد لاحقًا                | يُحدد لاحقًا                | يُحدد لاحقًا                | يُحدد لاحقًا                | يُحدد لاحقًا                | يُحدد لاحقًا      | يُحدد لاحقًا                       | يُحدد لاحقًا                       | يُحدد لاحقًا                       | يُحدد لاحقًا                       | يُحدد لاحقًا                       |                                  |
| 2034                      | يُحدد لاحقًا                | يُحدد لاحقًا                | يُحدد لاحقًا                | يُحدد لاحقًا                | يُحدد لاحقًا                | يُحدد لاحقًا                | يُحدد لاحقًا                | يُحدد لاحقًا                | يُحدد لاحقًا      | يُحدد لاحقًا                       | يُحدد لاحقًا                       | يُحدد لاحقًا                       | يُحدد لاحقًا                       | يُحدد لاحقًا                       |                                  |
| المجموع                   | الوصيف                    | 11/22                     | 55                        | 30                        | 14                        | 11                        | 96                        | 52                        | 123             | 80                               | 24                               | 19                               | 291                              | 92                               |                                  |

| تاريخ هولندا في كأس العالم | تاريخ هولندا في كأس العالم                                 |
| -------------------------- | ---------------------------------------------------------- |
| أول مباراة                 | سويسرا 3–2 هولندا (27 مايو 1934؛ ميلانو، إيطاليا)          |
| أكبر فوز                   | هولندا 5–0 كوريا الجنوبية (20 يونيو 1998؛ مارسيليا، فرنسا) |
| أكبر هزيمة                 | تشيكوسلوفاكيا 3–0 هولندا (5 يونيو 1938؛ لو هافر، فرنسا)    |
| أفضل نتيجة                 | الوصيف في 1974، 1978، 2010                                 |
| أسوأ نتيجة                 | دور الـ16 في 1934، 1938، 1990، 2006،                       |

### الألعاب الأولمبية الصيفية
| الدولة المستضيفة / السنة | النتيجة        | لعب | فاز | تعادل | خسر | له | عليه |
| ------------------------ | -------------- | --- | --- | ----- | --- | -- | ---- |
| 1908                     | المركز الثالث  | 2   | 1   | 0     | 1   | 2  | 4    |
| 1912                     | المركز الثالث  | 4   | 3   | 0     | 1   | 17 | 8    |
| 1920                     | المركز الثالث  | 4   | 2   | 0     | 2   | 9  | 10   |
| 1924                     | المركز الرابع  | 5   | 2   | 1     | 2   | 11 | 7    |
| 1928                     | الدور الأول    | 1   | 0   | 0     | 1   | 0  | 2    |
| 1948                     | الدور الأول    | 2   | 1   | 0     | 1   | 6  | 5    |
| 1952                     | الدور التمهيدي | 1   | 0   | 0     | 1   | 1  | 5    |
| المجموع                  | 7/10           | 23  | 9   | 1     | 9   | 46 | 41   |

### بطولة أمم أوروبا
| السنة   | الدور           | لعب        | فاز        | تعادل      | خسر        | له         | عليه       |            |
| ------- | --------------- | ---------- | ---------- | ---------- | ---------- | ---------- | ---------- | ---------- |
| 1960    | لم يشارك        | لم يشارك   | لم يشارك   | لم يشارك   | لم يشارك   | لم يشارك   | لم يشارك   |            |
| 1964    | لم يتأهل        | لم يتأهل   | لم يتأهل   | لم يتأهل   | لم يتأهل   | لم يتأهل   | لم يتأهل   |            |
| 1968    | لم يتأهل        | لم يتأهل   | لم يتأهل   | لم يتأهل   | لم يتأهل   | لم يتأهل   | لم يتأهل   |            |
| 1972    | لم يتأهل        | لم يتأهل   | لم يتأهل   | لم يتأهل   | لم يتأهل   | لم يتأهل   | لم يتأهل   |            |
| 1976    | المركز الثالث   | 2          | 1          | 0          | 1          | 4          | 5          |            |
| 1980    | مرحلة المجموعات | 3          | 1          | 1          | 1          | 4          | 4          |            |
| 1984    | لم يتأهل        | لم يتأهل   | لم يتأهل   | لم يتأهل   | لم يتأهل   | لم يتأهل   | لم يتأهل   |            |
| 1988    | البطل           | 5          | 4          | 0          | 1          | 8          | 3          |            |
| 1992    | نصف النهائي     | 4          | 2          | 2          | 0          | 6          | 3          |            |
| 1996    | ربع النهائي     | 4          | 1          | 2          | 1          | 3          | 4          |            |
| 2000    | نصف النهائي     | 5          | 4          | 1          | 0          | 13         | 3          |            |
| 2004    | نصف النهائي     | 5          | 1          | 2          | 2          | 7          | 6          |            |
| 2008    | ربع النهائي     | 4          | 3          | 0          | 1          | 10         | 4          |            |
| 2012    | مرحلة المجموعات | 3          | 0          | 0          | 3          | 2          | 5          |            |
| 2016    | لم يتأهل        | لم يتأهل   | لم يتأهل   | لم يتأهل   | لم يتأهل   | لم يتأهل   | لم يتأهل   |            |
| 2020    | دور الـ16       | 4          | 3          | 0          | 1          | 8          | 4          |            |
| 2024    | نصف النهائي     | 6          | 3          | 1          | 2          | 10         | 7          |            |
| 2028    | يحدد لاحقًا      | يحدد لاحقًا | يحدد لاحقًا | يحدد لاحقًا | يحدد لاحقًا | يحدد لاحقًا | يحدد لاحقًا | يحدد لاحقًا |
| 2032    | يحدد لاحقًا      | يحدد لاحقًا | يحدد لاحقًا | يحدد لاحقًا | يحدد لاحقًا | يحدد لاحقًا | يحدد لاحقًا | يحدد لاحقًا |
| المجموع | 1 لقب           | 45         | 23         | 9          | 13         | 75         | 48         |            |

## النتائج الأخيرة والمباريات المجدولة

### 2024
| 16 يونيو 2024 بطولة أمم أوروبا 2024 | بولندا      | 1–2    | هولندا                    | هامبورغ, ألمانيا                                                          |
| 15:00 CEST (UTC+2)                  | - بوكسا 16' | Report | - خاكبو 29' - فيغورست 83' | الملعب: ملعب فولكسبارك الحضور: 48,117 الحكم: أرتور سواريس دياز (البرتغال) |

| 21 يونيو 2024 بطولة أمم أوروبا 2024 | هولندا | 0–0    | فرنسا | لايبزيغ, ألمانيا                                                   |
| 21:00 CEST (UTC+2)                  |        | Report |       | الملعب: ريد بل أرينا الحضور: 38,531 الحكم: أنتوني تايلور (إنجلترا) |

| 25 يونيو 2024 بطولة أمم أوروبا 2024 | هولندا                  | 2–3    | النمسا                                     | برلين, ألمانيا                                                          |
| 18:00 CEST (UTC+2)                  | - خاكبو 47' - ديباي 75' | Report | - مالين 6' (o.g.) - شميد 59' - زابيتسر 80' | الملعب: الملعب الأولمبي الحضور: 68,363 الحكم: إيفان كروزلياك (سلوفاكيا) |

| 2 يوليو 2024 دور ال16 في بطولة أمم أوروبا 2024 | رومانيا | 0–3    | هولندا                         | ميونخ, ألمانيا                                                     |
| 18:00 CEST (UTC+2)                             |         | Report | - خاكبو 20' - مالين 83'، 90+3' | الملعب: أليانز أرينا الحضور: 65,012 الحكم: فيليكس تسفاير (ألمانيا) |

| 6 يوليو 2024 ربع النهائي في بطولة أمم أوروبا 2024 | هولندا                           | 2–1    | تركيا        | برلين, ألمانيا                                                      |
| 21:00 CEST (UTC+2)                                | - دي فري 70' - مولدور 76' (o.g.) | Report | - أكايدن 35' | الملعب: الملعب الأولمبي الحضور: 70,091 الحكم: كليمان توربان (فرنسا) |

| 10 يوليو 2024 نصف النهائي في بطولة أمم أوروبا 2024 | هولندا            | 1–2    | إنجلترا                        | دورتموند, ألمانيا                                                       |
| 21:00 CEST (UTC+2)                                 | - تشافي سيمونز 7' | Report | - كين 18' (ض.ج.) - واتكينز 90' | الملعب: الملعب الفيستفالي الحضور: 60,926 الحكم: فيليكس تسفاير (ألمانيا) |

| 7 سبتمبر 2024 دوري الأمم الأوروبية 2024–25 | هولندا                                                                     | 5–2    | البوسنة والهرسك              | آيندهوفن, هولندا                                                      |
| 20:45 CEST (ت ع م+02:00)                   | - زيركزي 13' - ريندرز 45+2' - خاكبو 56' - فيغورست 88' - تشافي سيمونز 90+2' | Report | - ديميروفيتش 27' - دجيكو 73' | الملعب: فيليبس ستاديون الحضور: 31,139 الحكم: دوناتاس رومشاس (لتوانيا) |

| 10 سبتمبر 2024 دوري الأمم الأوروبية 2024–25 | هولندا                    | 2–2    | ألمانيا                    | أمستردام, هولندا                                                      |
| 20:45 CEST (ت ع م+02:00)                    | - ريندرز 2' - دومفريس 50' | Report | - أونديف 38' - كيميش 45+3' | الملعب: يوهان كرويف أرينا الحضور: 50,109 الحكم: دافيدي ماسا (إيطاليا) |

| 11 أكتوبر 2024 دوري الأمم الأوروبية 2024–25 | المجر       | 1–1    | هولندا        | بودابست, المجر                                                    |
| 20:45 CEST (ت ع م+02:00)                    | - سالاي 32' | Report | - دومفريس 83' | الملعب: بوشكاش أرينا الحضور: 55,300 الحكم: لوكاس فيندريخ (سويسرا) |

| 14 أكتوبر 2024 دوري الأمم الأوروبية 2024–25 | ألمانيا       | 1–0    | هولندا | ميونخ, ألمانيا                                                        |
| 20:45 CEST (ت ع م+02:00)                    | - لويلينغ 64' | Report |        | الملعب: أليانز أرينا الحضور: 68,367 الحكم: سلافكو فينتشيتش (سلوفينيا) |

| 16 نوفمبر 2024 دوري الأمم الأوروبية 2024–25 | هولندا                                                                       | 4–0    | المجر | أمستردام, هولندا                                                            |
| 20:45 CET (ت ع م+01:00)                     | - فيغورست 21' (ركلة.) - خاكبو 45+12' (ركلة.) - دومفريس 64' - كووبميينيرز 86' | Report |       | الملعب: يوهان كرويف أرينا الحضور: 51,611 الحكم: خيسوس خيل مانزانو (إسبانيا) |

| 19 نوفمبر 2024 دوري الأمم الأوروبية 2024–25 | البوسنة والهرسك  | 1–1    | هولندا      | زينيتسا, البوسنة والهرسك                                              |
| 20:45 CET (ت ع م+01:00)                     | - ديميروفيتش 67' | Report | - بروبي 24' | الملعب: ملعب بيلينو بولي الحضور: 4,134 الحكم: عليار أغاييف (أذربيجان) |

### 2025
| 20 مارس 2025 ربع النهائي في دوري الأمم الأوروبية 2024–25 | هولندا                   | 2–2    | إسبانيا                     | روتردام، هولندا                                                |
| 20:45 CET (ت ع م+01:00)                                  | - خاكبو 28' - ريندرز 46' | Report | - ويليامز 9' - ميرينو 90+3' | الملعب: ملعب دي كويب الحضور: 42،003 الحكم: غلين نيبرج (السويد) |

| 23 مارس 2025 ربع النهائي في دوري الأمم الأوروبية 2024–25 | إسبانيا                                   | 3–3 (5–5 إجم.) (5–4 ج)                                    | هولندا                                                 | بلنسية، إسبانيا                                                  |
| 20:45 CET (ت ع م+01:00)                                  | - أويارزابال 8' (ركلة.)، 67' - يامال 103' | Report                                                    | - ديباي 54' (ركلة.) - ماتسين 79' - سيمونز 109' (ركلة.) | الملعب: ملعب ميستايا الحضور: 48،082 الحكم: كليمان توربان (فرنسا) |
|                                                          | ركلات الجزاء                              |                                                           |                                                        |                                                                  |
| - ميرينو - توريس - غارسيا - يامال - باينا - بيدري        |                                           | - فان دايك - كووبميينيرز - سيمونز - لانج - تايلور - مالين |                                                        |                                                                  |

| 7 يونيو 2025 تصفيات كأس العالم 2026 | فنلندا | 0–2    | هولندا                   | هلسنكي، فنلندا                                                       |
| 21:45 EEST (UTC+3)                  |        | Report | - ديباي 6' - دومفريس 23' | الملعب: الملعب الأولمبي الحضور: 29،483 الحكم: دانيال زيبرت (ألمانيا) |

| 10 يونيو 2025 تصفيات كأس العالم 2026 | هولندا                                                                                             | 8–0    | مالطا | خرننغن، هولندا                                                                |
| 20:45 CEST (UTC+2)                   | - ديباي 8' (ركلة.)، 16' - فان دايك 20' - سيمونز 61' - مالين 74'، 80' - لانج 78' - فان دي فان 90+2' | Report |       | الملعب: أوروبورغ الحضور: 21،006 الحكم: ريكاردو دي بيرغوس بينغوتيسيا (إسبانيا) |

| 4 سبتمبر 2025 تصفيات كأس العالم 2026 | هولندا | ضد     | بولندا | هولندا |
| 20:45 CEST (UTC+2)                   |        | Report |        |        |

| 7 سبتمبر 2025 تصفيات كأس العالم 2026 | ليتوانيا | ضد     | هولندا | ليتوانيا |
| 19:00 EEST (UTC+3)                   |          | Report |        |          |

| 9 أكتوبر 2025 تصفيات كأس العالم 2026 | مالطا | ضد     | هولندا | تاكالي، مالطا         |
| 20:45 CET (UTC+2)                    |       | Report |        | الملعب: الملعب الوطني |

| 12 أكتوبر 2025 تصفيات كأس العالم 2026 | هولندا | ضد     | فنلندا | هولندا |
| 18:00 CET (UTC+2)                     |        | Report |        |        |

| 14 نوفمبر 2025 تصفيات كأس العالم 2026 | بولندا | ضد     | هولندا | بولندا |
| 20:45 CET (UTC+1)                     |        | Report |        |        |

| 17 نوفمبر 2025 تصفيات كأس العالم 2026 | هولندا | ضد     | ليتوانيا | هولندا |
| 20:45 CET (UTC+1)                     |        | Report |          |        |

## ألقاب
- كأس العالم:
  - الوصيف (3):1974، 1978، 2010
  - المركز الثالث (1):2014
  - المركز الرابع (1):1998
- كأس الأمم الأوروبية:
  - البطل (1): 1988

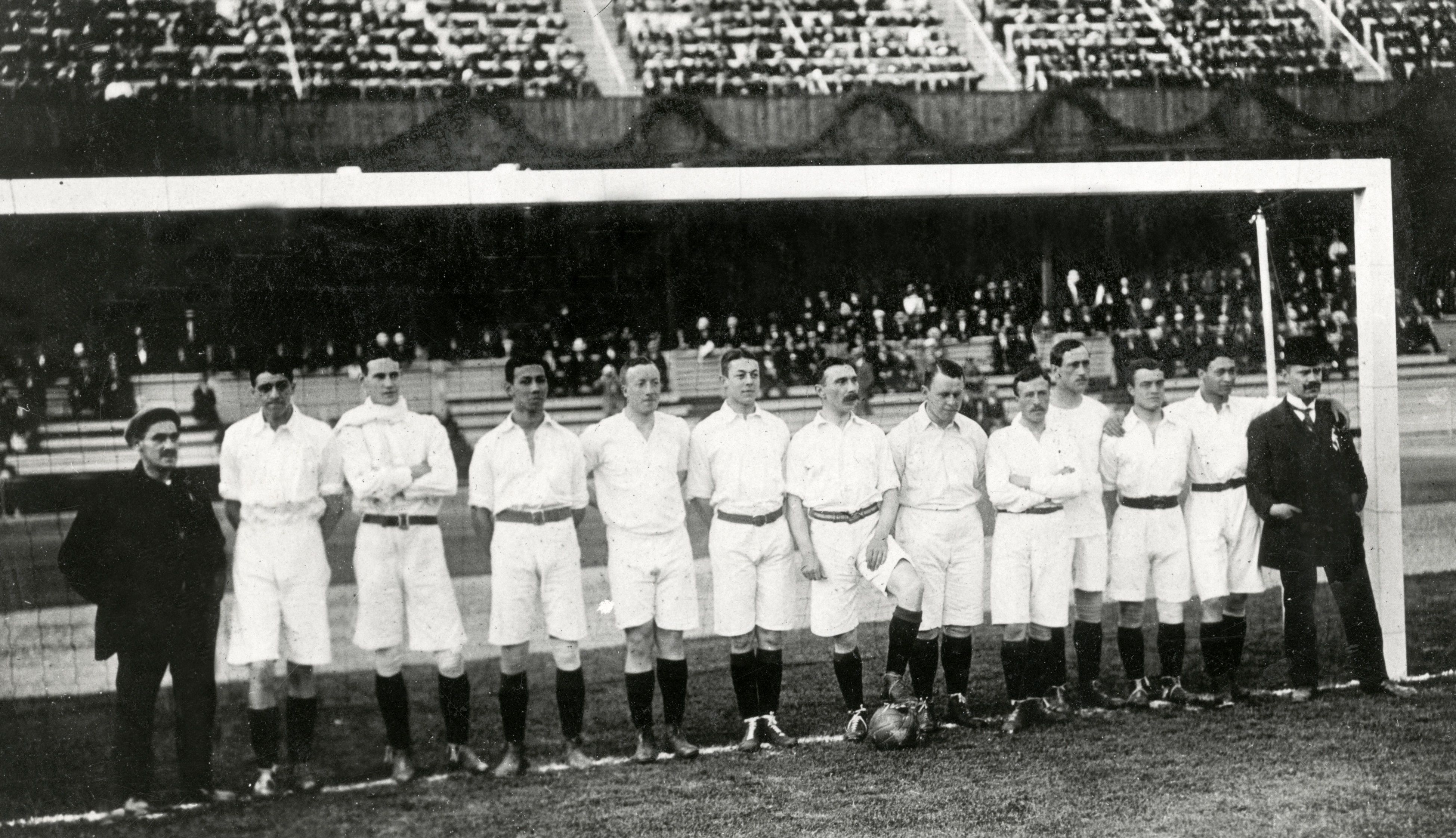
الميداليات البرونزية في دورة الألعاب الأولمبية الصيفية 1912

  - المركز الثالث/نصف النهائي* (4):1976، 1992، 2000، 2004، 2024
- كرة القدم في الألعاب الأولمبية الصيفية:

- المركز الثالث (3): كرة القدم في دورة الألعاب الأولمبية الصيفية 1908، كرة القدم في دورة الألعاب الأولمبية الصيفية 1912، كرة القدم في دورة الألعاب الأولمبية الصيفية 1920
- المركز الرابع (1): كرة القدم في دورة الألعاب الأولمبية الصيفية 1924

## وصلات خارجية
- منتخب هولندا لكرة القدم على موقع ميوزك برينز (الإنجليزية)
- قائمة بيانات منتخب هولندا من الموقع الرسمي للفيفا باللغة العربية